# Dmitri Xostakóvitx
  Dmitri Xostakóvitx  (rus: Дми́трий Дми́триевич Шостако́вич)  (Sant Petersburg, 12 de setembre de 1906 (Julià) - Moscou, 9 d'agost de 1975), nom complet amb patronímic Dmitri Dmítrievitx Xostakóvitx, fou un compositor i pianista rus del període soviètic. Considerat el millor simfonista de mitjans del segle xx, molts crítics el consideren un dels compositors més grans del segle xx, amb molts dels seus quartets de corda, concerts, obres instrumentals i vocals fermament establerts en el repertori.
Xostakóvitx es va fer conegut internacionalment després de l'estrena de la seva Primera Simfonia el 1926. A la Unió Soviètica, però, va tenir una relació complexa amb el seu govern. La seva òpera de 1934 Lady Macbeth de Mtsensk va ser inicialment un èxit, però més tard va ser condemnada pel govern soviètic, posant en perill la seva carrera. El 1948 el seu treball va ser denunciat sota la doctrina Jdànov, amb conseqüències professionals que van durar diversos anys. Fins i tot després que la seva censura fos anul·lada el 1956, les interpretacions de la seva música van ser ocasionalment subjectes a intervencions de l'estat, com amb la seva Tretzena Simfonia (1962). No obstant això, Xostakóvitx va ser membre del Soviet Suprem de la RSFSR (1947) i del Soviet Suprem de la Unió Soviètica (des de 1962 fins a la seva mort), així com president de la Unió de Compositors de la RSFSR (1960–1968). Al llarg de la seva carrera, va obtenir diversos premis importants, inclosa l'⁣Orde de Lenin, del govern soviètic.
Xostakóvitx va combinar una varietat de tècniques musicals diferents en les seves obres. La seva música es caracteritza per contrastos aguts, elements del grotesc i tonalitat ambivalent; també va estar molt influenciat pel neoclassicisme i pel romanticisme tardà de Gustav Mahler. Les seves obres orquestrals inclouen 15 simfonies i sis concerts (dos cadascun per a piano, violí i violoncel). Les seves obres de cambra inclouen 15 quartets de corda, un quintet per a piano i dos trios per a piano. Les seves obres per a piano solista inclouen dues sonates, un primer conjunt de 24 preludis i un posterior conjunt de 24 preludis i fugues. Les obres escèniques inclouen tres òperes acabades i tres ballets. Xostakóvitx també va escriure diversos cicles de cançons, i una quantitat substancial de música per al teatre i el cinema.
La reputació de Xostakóvitx ha continuat creixent després de la seva mort. L'interès acadèmic ha augmentat significativament des de finals del segle xx, incloent-hi un considerable debat sobre la relació entre la seva música i les seves actituds envers el govern soviètic.

## Biografia

### Antecedents familiars
La família de Xostakóvitx, del costat del seu pare, tenia arrels poloneses. Aquests es reflecteixen en l'ortografia del nom, que va anar variant durant més de dos-cents anys abans del naixement del compositor, passant per Szostakowicz, Szostakiewicz i fins i tot Szustakiewicz, fins a arribar al 1904, a Xestakóvitx. El seu besavi del costat del seu pare, Piotr Mikhailovitx Xostakóvitx (1808–1871), va néixer i va viure durant un temps al poble de Xemetovo, districte de Miadziel, avui Bielorússia. Va participar en les revoltes poloneses i lituanes del 1831, i s'establí posteriorment a Iekaterinburg, on va néixer Bolesław Petróvitx Szostakowicz (1845-1919), l'avi de Xostakóvitx. Bolesław era d'ascendència catòlica polonesa, i tenia les seves arrels familiars a la regió de la ciutat de Vileika a l'actual Bielorússia. Va estar implicat en l'intent d'assassinat del tsar Alexandre II el 1866, per l qual cosa va ser arrestat, jutjat i condemnat a l'exili a Tomsk, a uns 1.300 km a l'est dels Urals. Bolesław Petróvitx finalment es va convertir en un banquer d'èxit a Irkutsk i va criar una família nombrosa. Després d'una nova denúncia per activitats revolucionàries, va ser enviat al nord a Narim, més a les terres baixes de Sibèria, on va néixer el seu segon fill, Dmitri Boleslavovitx (1875-1922), pare de Xostakóvitx.
Dmitri Boleslavovitx Xostakóvitx, el pare del compositor, va assistir a la Universitat de Sant Petersburg, i s'hi graduà el 1899 en física i matemàtiques. Després, va anar a treballar com a enginyer sota Dmitri Mendeléiev a l'Oficina de Pesos i Mesures de Sant Petersburg. El 1903 es va casar amb Sofia Vassilievna Kokoúlina, una dels sis fills nascuts d'un altre immigrant siberià a la capital.
El pare de Sofia, Vasili Yakovlevitx Kokoúlin (1850–1911), natural de Sibèria, va començar com a empleat modest a les mines d'or de Lena a Bodaibo per convertir-se en gerent de l'oficina minera. Nascuda el 1878, Sofia va excel·lir com a estudiant de l'exclusiu Institut Irkutsk per a noies benestants i es va inclinar cap a la música; després que el seu pare decidís renunciar al càrrec i es traslladés a Crimea, ella i una germana van anar a Sant Petersburg, on ja residia un germà gran, per continuar amb la seva formació. Sofia es va inscriure com a estudiant de piano al Conservatori, on la seva professora principal va ser Aleksandra Rozanova. Aquí va conèixer Dmitri Boleslavovitx Xostakóvitx, que estudiava histologia a la Universitat de Sant Petersburg i era un respectable cantant amateur. Quan es va casar amb Dmitri tres anys després, va abandonar els estudis per dedicar-se a temps complet al seu marit i criar una família. Les seves arrels siberianes van seguir sent una font d'orgull i identitat cultural dels dos pares.

### Infància (1906-1918)

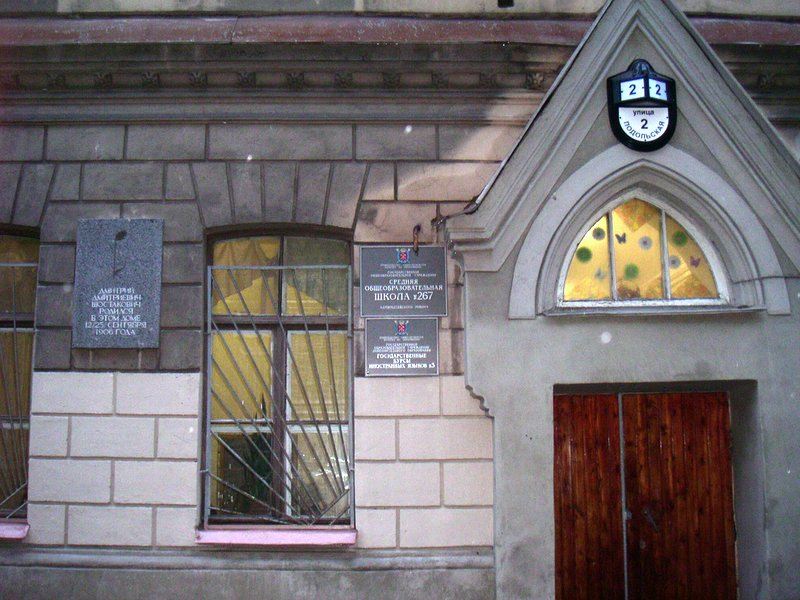
Casa natal de Xostakóvitx, al carrer de l'Escola, 267, de Sant Petersburg

Dmitri Dmítrievitx Xostakóvitx va néixer a Sant Petersburg durant l'Imperi Rus. Era el segon dels seus tres fills; la seva germana gran Maria (1903–1973) va ser pianista, la seva germana petit Zoia (1908–1990) va ser científica veterinària. Es diu que Xostakóvitx va heretar del seu pare tant el gust per les actuacions còmiques com l'hàbit de llevar-se molt d'hora, sovint cap a les sis del matí.
Va créixer en un ambient familiar càlid i afectuós. El seu pare, un home devot a la seva família, era enginyer i persona centrada. Va anar progressant a la feina i, després de la mort de Mendeléiev el 1907, va assumir el càrrec de director general de la finca de la família Rennenkampf, supervisant la indústria d'extracció de torba. Amb les noves condicions, la família va poder gaudir d’estius fora de la ciutat a la finca d’Irinovka, prop del llac Ladoga. Durant els anys immediatament anteriors a la revolució, Dmitri va gaudir d'un entorn privilegiat en comparació amb la majoria de ciutadans. La seva família disposava de dos cotxes, una datxa, un piano Diederichs, així com un tutor alemany, servents i una mainadera. En esclatar la Primera Guerra Mundial, el pare va treballar en indústries nacionalitzades amb la Revolució d'Octubre. Acabada la guerra va tornar a l’Oficina de Pesos i Mesures com a sotsdirector.
Mitia, com l'anomenaven afectuosament, va mostrar un gran talent musical després que comencés a rebre classes de piano amb la seva mare amb nou anys. En diverses ocasions, va mostrar una notable habilitat per a recordar el que la seva mare havia tocat en la lliçó anterior i es va veure «atrapat en l'acte» de tocar la música de la lliçó anterior mentre fingia llegir diferents músiques posades al seu davant. El 1918, va escriure una marxa fúnebre en memòria de dos líders del Partit Constitucional Democràtic Rus assassinats per mariners bolxevics.
El nivell econòmic familiar va permetre Xostakóvitx a assistir a l'escola comercial privada Maria Xidlovskaia del 1915 al 1919, juntament amb nens de la intel·lectualitat, com els Trotski, Kustódiev, Kàmenev i Kérenski.
A casa els Xostakóvitx s'hi escoltava molta música i els pares i la germana gran tocaven música a casa. El seu pare cantava cançons gitanes i, a nou anys, coneixia bé Ievgueni Oneguin de Txaikovski, abans fins i tot de veure-la representada. Però Mitia, com l'anomenaven afectuosament, no acabava de mostrar massa interès per la música. A la primavera de 1915 va assistir per primera vegada a l'òpera per veure El conte del tsar Saltan de Rimski-Kórsakov. La va gaudir, però no va ser el motiu decisiu per dedicar-se a l'estudi de la música. Més tard va confessar que el que finalment va despertar el seu interès per la música va ser Galop per a piano a sis mans de Louis Streabbog (pseudònim de Jean-Louis Goebbaerts, un prolífic compositor belga del segle xix de peces de piano lleuger) que va sentir tocar a la seva germana amb les seves amigues. Les primeres lliçons de piano van ser de la seva mare, que va descobrir molt aviat les qualitats privilegiades del seu fill per als assumptes musicals. Tan aviat com va començar, els seus dots musicals van florir. En un sol mes ja podia tocar peces simples de Mozart i de Haydn.
A mitjan agost de 1915, un mes després d'haver començat les lliçons, la mare de Xostakóvitx el va portar a classes de piano amb el professor més important de Petrograd, Ignatiy Glyasser, considerat el professor de piano més destacat de Sant Petersburg en aquella època. Amb Glyasser va avançar cap als preludis i fugues de Bach i sembla que, a finals de 1917, ja podia tocar tot El clavecí ben temprat. Va ser a l'escola de Glyasser que Xostakóvitx va heretar els trets que després definirien el seu estil pianístic.

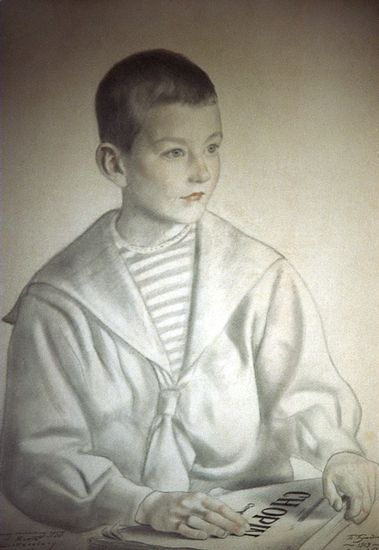
Retrat del jove Dmitri Xostakóvitx fet per B. Kustodiev

Malauradament, Glyasser imposava una disciplina massa estricta i no donava cap suport als esforços compositius del jove alumne. Mentrestant, anava component peces de piano curtes, la majoria de les quals van ser destruïdes més tard, i per les quals Glyasser va mostrar molt poc interès. Això va fer que Xostakóvitx se sentís insatisfet i volgués deixar l'escola. Com a conseqüència, el 1918, la mare de Dmitri el va transferir de l'escola de Glyasser a la d'Alexandra Rozanova, una dona culta i antiga professora de Sofya al Conservatori de Sant Petersburg. perquè el preparés per a les proves d'accés del Conservatori de Petrograd. Rozanova era una professora de piano molt estimada i respectada. Havia estat alumna de Balàkirev abans de formar-se al mateix Conservatori. Sota les ensenyances de Rozanova, Xostakóvitx va poder desenvolupar més les seves habilitats compositives. El 1918, va escriure una marxa fúnebre en memòria de dos líders del Partit Constitucional Democràtic Rus assassinats per mariners bolxevics.

### Conservatori (1919-1926)

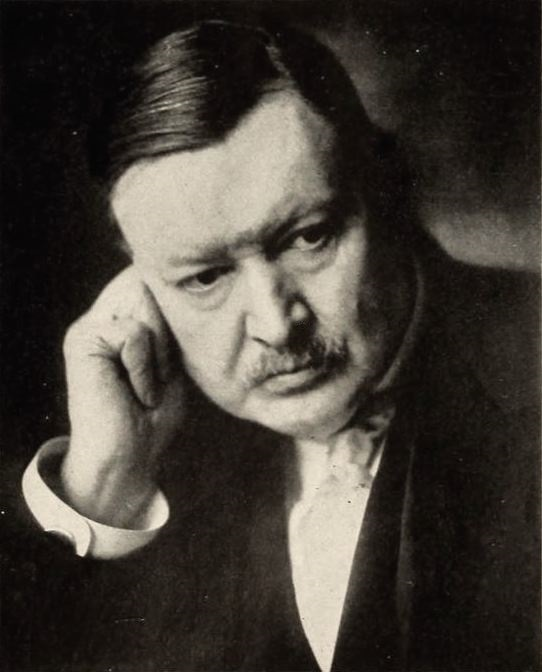
El director del Conservatori de Petrograd, Aleksandr Glazunov, va ser el primer a reconèixer el talent del jove músic

L'estiu de 1919 Rozanova va enviar a Aleksandr Glazunov les seves composicions perquè les valorés. La mateixa tardor, amb tretze anys, és admès al Conservatori de Petrograd -un dels noms que va adoptar la ciutat, obeint al procés general de russificació a causa de la guerra amb Alemanya el 1914, i que deu anys més tard tornaria a canviar pel de Leningrad-.
Glazunov va ser el primer a reconèixer el talent del jove músic, va supervisar de prop el seu progrés i el va promocionar. Va estudiar piano amb Leonid Nikolàiev, composició amb Maximilian Steinberg, alumne i gendre de Rimski-Kórsakov, i contrapunt i fuga amb Nikolai Sokolov, de qui es va fer amic. També va assistir a les classes d'història musical d'Aleksandr Ossovski. Steinberg va intentar guiar-ho en el camí dels grans compositors russos clàssics, però es va decebre en veure'l «malgastant» el seu talent imitant a Ígor Stravinski i Serguei Prokófiev. Xostakóvitx també va sofrir per la seva aparent falta de zel polític i inicialment va suspendre el seu examen de metodologia marxista el 1926. Els seus prodigiosos dots de percepció auditiva, lectura visual i memòria es van fer ràpidament famosos i va absorbir el repertori orquestral tocant duets de piano amb els seus amics estudiants. L'op. 1, Scherzo en fa sostingut menor per a orquestra, el va compondre entre 1921 i 1922 mentre estudiava amb Steinberg al Conservatori i aqui li va dedicar.
En el seu segon any, Xostakóvitx es va traslladar a la classe de piano de Nikolàiev, un dels pocs professors del conservatori que van adoptar la popular escola de Gewichstpiel. Aquesta escola, desenvolupada pel pianista i científic alemany Rudolph Maria Breithaupt, es basava en la necessitat d'explotar adequadament el pes inercial de tot el braç, des de l'espatlla fins a la mà. A la classe de Nikolàiev, Xostakóvitx va conèixer dos estudiants molt talentosos, que més tard es van convertir en famosos pianistes russos: Vladímir Sofronitski (1901-1961) i Maria Iúdina (1899-1970). Sota l'empenta d'Iúdina, Xostakóvitx es va entusiasmar explorant les noves composicions de Hindemith, Bartók i Krenek, que començaven a arribar a Rússia després del període d'aïllament cultural posterior a la Revolució.
Durant els anys 1921-1924, Xostakóvitx va participar activament en el Cercle de Joves Compositors i també va ser membre del Cercle Anna Fogt fins al 1925. Totes dues entitats promovien els corrents musicals contemporanis occidentals. Va ser en el Cercle Anna Fogt on Xostakóvitx va establir contacte amb Assàfiev, Sxerbàtxov i el director d'orquestra Nikolai Malkó. A les trobades quinzenals a casa d'Anna Fogt, Xostakóvitx va presentar les obres Dues rondalles de Krïlov op. 4 i Tres danses fantàstiques op. 5.
Després de la Revolució Russa fins a la Guerra Civil i la introducció de la Nova Política Econòmica de Lenin el 1921, el Conservatori i moltes altres institucions van patir manca de fons. La família de Xostakóvitx, abans acomodada, també va patir. Glazunov va intervenir diverses vegades amb autoritats com el comissari de la Il·lustració Anatoli Lunatxarski i l'escriptor Maksim Gorki, per obtenir suport per al seu estudiant, finalment obtenint ajuda del fons Borodín.
La situació es va complicar quan el pare de Xostakóvitx va morir de pneumònia el febrer de 1922. La família va haver de dependre del treball de la mare, en aquell moment mecanògrafa, i de la germana gran, que donava classes particulars de piano per sobreviure. Malgrat això, Xostakóvitx, amb quinze anys, va poder continuar els estudis i va compondre la Suite per a dos pianos, op. 6, en record del seu pare difunt, que també es va estrenar a casa d'Anna Fogt acompanyat de la seva germana Maria.
Xostakóvitx sempre va ser un jove de salut fràgil i, a la primavera de 1923, va contraure tuberculosi, sotmetent-se a una operació als ganglis limfàtics. Tot just després de completar l'examen final de piano al Conservatori el juny, encara embenat, va viatjar cap a un sanatori a Haspra, a Crimea, per a tractament. Anava acompanyat per la seva germana gran, Maria. Aquesta experiència va avivar la seva passió pels viatges, que va perdurar durant la seva vida; preferia sovint viatjar al sud a la primavera i passar els estius al nord de Rússia. Maria, a través de les cartes que escrivia a la mare, va informar que Dmitri es recuperava bé: havia guanyat pes, estava bronzejat, de bon humor i fins i tot s'havia enamorat. Va conèixer Tatiana Glivenko, la filla d'un conegut filòleg de Moscou. Tatiana era encara estudiant i de la mateixa edat que Dmitri; ell havia nascut un 25 de setembre i ella dues setmanes després. Els anys vinents es van veure intermitentment, i l'estiu del 1926 el van passar junts. Xostakóvitx es va enamorar profundament i va ser la seva inspiració per a escriure el Trio per a piano op. 8. Alguns han dit que va ser l'amor més gran de la seva vida. Un cop acabada la relació sentimental, va seguir sent amiga del compositor i de la família.

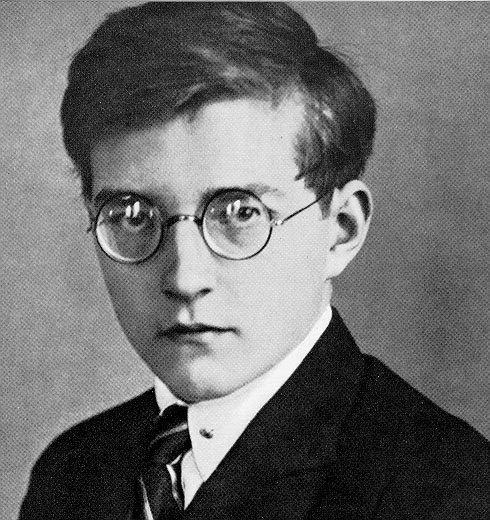
Dmitri Xostakóvitx, el 1925

En aquest punt, Xostakóvitx tenia plans de fer el postgrau de piano i continuar els estudis de composició al Conservatori. Adduint falta de maduresa, va ser rebutjat i, desanimat, va considerar ingressar al Conservatori de Moscou. Tot i això, després d'un nou període de descans a Crimea a la tardor de 1924, va ser readmès al Conservatori. Aquesta readmissió va coincidir amb el canvi de nom de la ciutat de Petrograd a Leningrad després de la mort de Lenin el gener de 1924, i el mateix va passar amb el nom del conservatori.
Quan Glazunov va parlar amb Gorki, llavors president del tribunal que concedia les beques a joves artistes, per obtenir ajuda per a Xostakóvitx, l'escriptor es va sorprendre en saber que el jove compositor només tenia setze anys. Va preguntar a Glazunov si realment li agradaven les obres que acompanyaven la sol·licitud. Glazunov va respondre que trobava les obres horroroses i va afegir: «aquesta música no m'agrada, però això és irrellevant. La història pertany a aquest noi, no a mi. La seva música potser és lamentable, però és la meva responsabilitat aconseguir-li una beca».
A partir d'octubre de 1924, va començar a guanyar diners tocant el piano per a pel·lícules mudes. Això li va proporcionar una sortida per al seu sentit natural de l'humor i el talent per a la sàtira, tot i que el treball en sí era incòmode i esgotador.
El seu primer assoliment musical important va ser la Primera Simfonia, composta entre 1924 i 1925 com la seva peça de graduació a l'edat de 19 anys. Xostakóvitx va completar aquesta simfonia com a peça de la seva graduació al Conservatori de Petrograd. L'abril de 1925, ja estava completa en la seva versió per a piano, i l'orquestració va estar-ne llesta el 2 de juliol. Va dedicar la partitura al seu amic d'estudis Mikhaïl Kvadri, que va ser el primer dels seus amics més pròxims que va morir per les repressions de Stalin, el 1929.
Es va estrenar a Leningrad per la Filharmònica de Leningrad sota la direcció de Nikolai Malkó el 12 de maig de 1926, quatre mesos exactament abans del vintè aniversari del compositor. Casualment, va ser la primera emissió de ràdio des de la Gran Sala de la Filharmònica de Leningrad, i va ser un èxit de públic i professional important. Després de l'estrena, Glazunov li va confessar a Nikolai Malkó que «tinc la sensació d'haver obert una nova pàgina de la història de la música. Ha nascut un gran compositor».
Els elogis de la crítica van ser moderats, però l'èxit de la Primera Simfonia de Xostakóvitx el va catapultar a la fama internacional. Waler, Toscanini, Klemperer, Stokowski i altres directors d'Occident es van afanyar a dirigir la peça. Va rebre cartes de felicitació de Milhaud i Berg. Va ser la primera simfonia composta a la Unió Soviètica que va guanyar un lloc en el repertori general. Influenciada per Stravinski i Hindemith, va destacar internacionalment per la seva escriptura vibrant, moderna i innovadora. Però per sobre de tot destacava que havia estat composta per un adolescent.

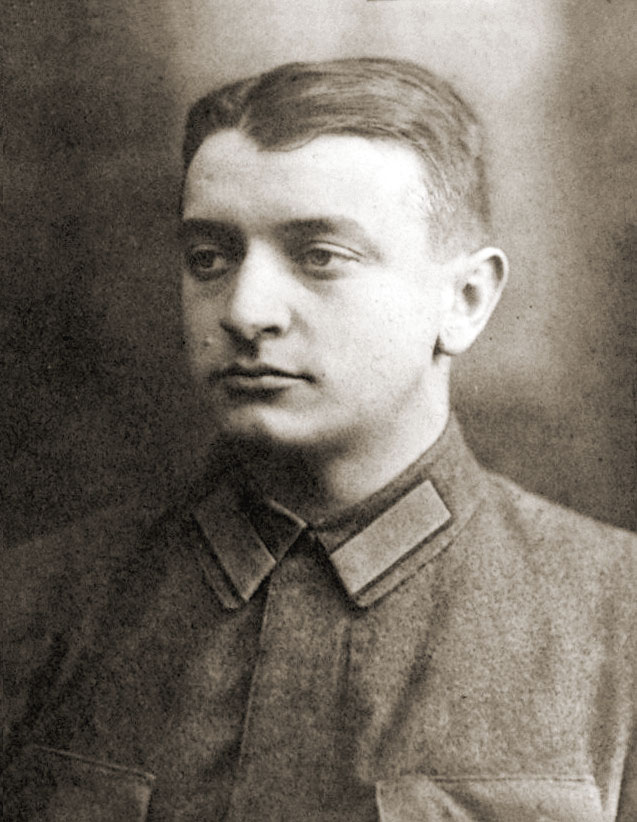
El mariscal Mikhaïl Tukhatxevski va ser el seu primer mentor important. Seria afusellat a instàncies de Stalin en la purga de l'Exèrcit Roig de 1937

Aquesta obra va cridar l'atenció de certs mentors, com Nikolai Jiliàiev o Mikhaïl Tukhatxevski, qui el va ajudar a trobar allotjament i treball a Moscou, i va enviar a un conductor en «un automòbil molt elegant» per a portar-lo a un concert.

### Primeres obres (1927-1928)
Després de la graduació, Xostakóvitx inicialment es va embarcar en una carrera dual com a pianista de concert i compositor, però el seu sec estil d'interpretació sovint no era apreciat (la seva biògrafa estatunidenca, Laurel Fay, comenta sobre la seva «moderació emocional» i «impuls rítmic fascinant»). Va obtenir un «esment d'honor» en el primer Concurs Internacional de Piano Frédéric Chopin a Varsòvia el 1927 i va atribuir el decebedor resultat al sofriment d'apendicitis i al jurat, íntegrament polonès. Li van extirpar l'apèndix l'abril d'aquest any. Després de la competició, Xostakóvitx es va trobar amb el director Bruno Walter, que va quedar tan impressionat amb la seva Primera Simfonia que la va dirigir en la seva estrena a Berlín aquest mateix any. Leopold Stokowski va quedar igualment impressionat i va dirigir l'obra en la seva estrena als Estats Units a l'any següent a Filadèlfia. Stokowski també va fer el primer enregistrament.
Xostakóvitx es va concentrar en la composició a partir de llavors i aviat va limitar les seves actuacions principalment a les seves pròpies obres. El 1927, va escriure la Segona Simfonia (subtitulada Octubre), una peça patriòtica amb un final coral prosoviètic. A causa de la seva naturalesa experimental, com amb la Tercera Simfonia posterior, no va ser aclamat per la crítica amb l'entusiasme rebut a la Primera. Aquest any també va marcar el començament de la relació de Xostakóvitx amb Ivan Sol·lertinski, qui va continuar sent el seu amic més pròxim fins a la mort d'aquest últim el 1944. Sol·lertinski va presentar al compositor la música de Gustav Mahler, que va tenir una forta influència en ell des de la Quarta Simfonia en endavant.
L'estiu del 1927, Xostakóvitx s'allotjava a Détskoie Seló quan va conèixer a Nina Varzar, una pianista amb talent, que també era estudiant de matemàtiques i física. De forma similar a Xostakóvitx, a Nina li agradava l'esport, en particular el patinatge sobre gel i l'escalada alpina. Es van casar el 1932, «sense dir ni una paraula a ningú», segons relata Krzysztof Meyer, després d'un festeig difícil, complicat per l'oposició de les seves mares i els sentiments persistents de Xostakóvitx cap a Tatiana Glivenko.
El juny del mateix any va assistir a l'estrena a Leningrad de Wozzeck de Berg. Aquest fet va donar un nou impuls a les inclinacions avantguardistes de Xostakóvitx. La influència del to tragicosatíric i de l'estil expressionista d'aquesta òpera va ser decisiva. La influència es pot trobar en la Dedicació Simfònica a Octubre (posteriorment titulada Simfonia núm. 2, A l'Octubre), un encàrrec del Departament de Propaganda per celebrar el desè aniversari de la Revolució d'Octubre i en la qual Xostakóvitx va introduir unes sirenes de fàbrica.

### Primera reprensió (1929-1933)

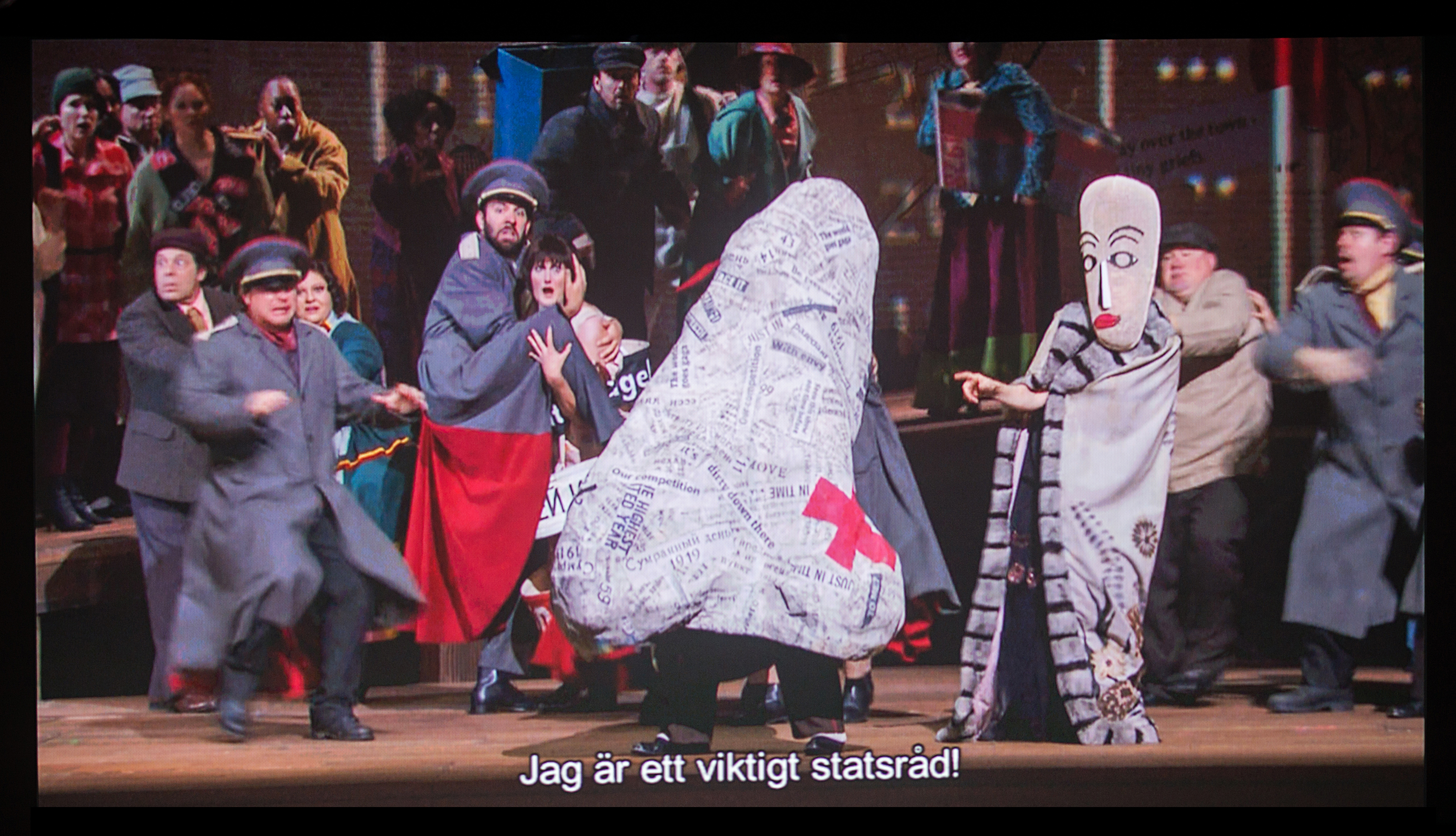
Una escena dEl nas

Mentre escrivia la Segona Simfonia, Xostakóvitx també va començar a treballar en l'òpera satírica El nas, basada en la història homònima de Nikolai Gógol i també impregnada de la influència de Berg. Xostakóvitx va incorporar elements propers a l'atonalitat, va caricaturitzar certs tipus de la societat soviètica i va llançar una crítica contra la burocràcia. El dia de l'estrena el 18 de gener de 1930, la reacció del públic, majoritàriament format per obrers, va ser positiva, a jutjar per les ovacions i l'ambient festiu a la sala durant unes respectables catorze representacions i dues més l'any següent. Però va rebre crítiques molt hostils i una incomprensió generalitzada entre els músics. I va desaparèixer totalment del repertori.
Els membres de l'Associació de Músics Proletaris (RAPM) van sotmetre l'autor a un interrogatori incòmode durant una de les sessions de "debat" sobre l'obra, preludiant les denúncies i atacs que patiria el 1936 i 1948. Quan li van preguntar on era l'arrel de la burocràcia, Xostakóvitx va respondre: «al nas, ja que només pensen en el nas i aquest és el nostre problema. Per això aquesta òpera ens concerneix. Ens hem de treure el nas per obrar en comunitat». Finalment, El nas va ser qualificada de "formalista" per l'Associació Russa de Músics Proletaris (RAPM), l'òrgan oficial dels músics de l'URSS. El terme "formalista" havia perdut el seu significat original i s'havia transformat en un insult genèric, utilitzat per descriure qualsevol obra artística que es considerés incomprensible per al "poble" o ideològicament incorrecta. Alguns membres del RAPM es van aliar més tard amb Xostakóvitx (Daniel Jitomirski, Lev Lebedinski); d'altres es van quedar com una espina clavada (Vladímir Zakhàrov, Marian Koval, Klàvdia Uspénskaia). L'ascendència d'aquesta associació va ser breu però intimidant.
Xostakóvitx va començar a compondre seguint els estils d'avantguarda que arribaven d'Occident. No obstant això, la necessitat de guanyar diners per mantenir la família va influir en el tipus de treball que acceptava, com compondre música incidental seguint els requisits establerts. Durant aquests anys Xostakóvitx va compondre música per a unes deu pel·lícules, vuit peces de teatre i tres ballets, totes elles obres propagandístiques o amb al·legories a la virtut comunista. Els seus ingressos també provenien dels concerts de piano, de la publicació de les seves obres, d'algunes classes que impartia i dels estipendis que rebia com a postgraduat al Conservatori, estudis que va poder continuar fins a l'1 de gener de 1930. El primer projecte cinematogràfic important de Xostakóvitx, la partitura de 90 minuts per la pel·lícula muda dirigida per Grigori Kózintsev i Leonid Trauberg, Novi Vavilon ('Nova Babilònia') del 1929, li va suposar 2.000 rubles i gràcies a aquest pagament va poder gaudir aquell estiu d'unes vacances a Crimea.
El 1929, Xostakóvitx va rebre la seva primera comissió per a una partitura de ballet, resultant en L'edat d'or. Aquest ballet, sobre esportistes soviètics que frustraven els oponents capitalistes, va tenir molts problemes durant la seva producció. Tot i les crítiques, l'estrena del 1930 va ser un èxit. També va acceptar altres encàrrecs, com el ballet El pern (1930-1931) i la música per a un espectacle de vodevil titulat Declarat mort l'estiu de 1931, que combinava diversió amb una lleugera dimensió ideològica. A partir d'aquí, Xostakóvitx va decidir implicar-se només en projectes que li permetessin un cert control artístic, i va començar a planificar 'Lady Macbeth.
A la fi de la dècada de 1920 i principis de la dècada de 1930, Xostakóvitx va treballar a TRAM, un teatre juvenil proletari. Encara que va treballar poc en aquesta publicació, el va protegir de l'atac ideològic.
Xostakóvitx es va casar amb la seva primera esposa, Nina Varzar, el 1932. Les dificultats van portar al divorci el 1935, però la parella aviat es va tornar a casar quan Nina va quedar embarassada de la seva primera filla, Galina. Amb Nina va sostenir una relació de matrimoni oberta.
El 1932, la Unió de Compositors Soviètics va reemplaçar el RAPM després de tres anys de domini d'aquesta organització. Es va suposar que la nova Unió adoptaria una política relativament tolerant i s'encarregaria de racionalitzar tota la infraestructura de l'educació, composició i crítica musicals soviètiques. Xostakóvitx, com la majoria dels seus col·legues, va quedar content amb la nova estructura i fins i tot hi va ocupar un càrrec. Hi va proposar fomentar la música de cambra, considerada aleshores sospitosa per la seva tendència cap a l'individualisme. No obstant això, aviat es va revelar que la Unió també servia com a eina de control del partit. La doctrina que sustentava aquest control era el dogma del realisme socialista, definida oficialment el 1934 com «la representació veritable i històricament concreta de la realitat en el seu desenvolupament revolucionari». El canvi va permetre una relativa permissivitat i va aprofitar per compondre la Primera Suite de Jazz (febrer de 1934) i va participar en una competició i una comissió de jazz a Leningrad.
Gran part d'aquest període es va dedicar a escriure l'òpera Lady Macbeth de Mtsensk, que es va interpretar per primera vegada el 1934. Va ser immediatament reeixida, tant en l'àmbit popular com oficial. Se la va descriure com «el resultat de l'èxit general de la construcció socialista, de la política correcta del partit», i com una òpera que «només la podria haver escrit un compositor soviètic educat en la millor tradició de la cultura soviètica».

### Primera denúncia (1934-1935)

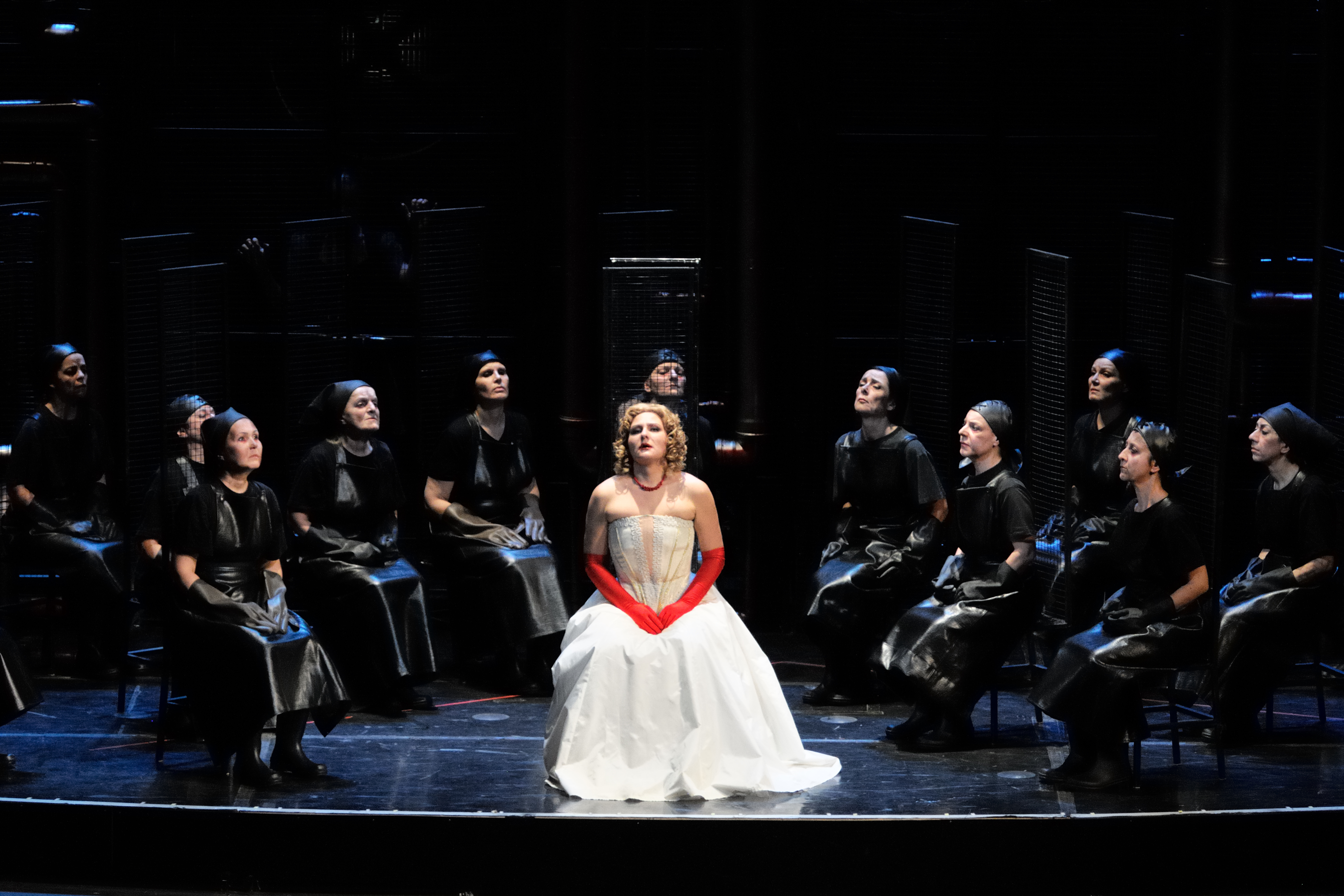
Una escena de Lady Macbeth de Mtsensk

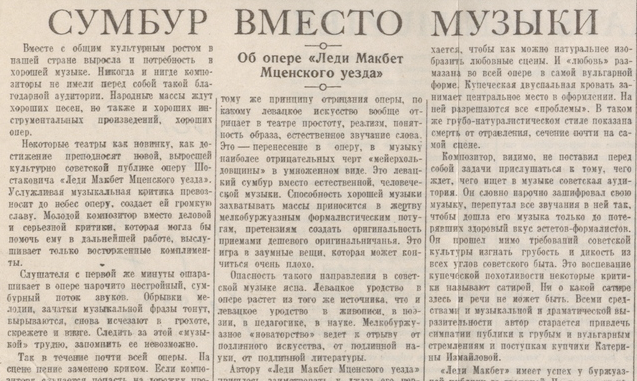
La columna crítica original de Pravda titulada Caos en comptes de música contra Xostakóvitx, el 28 de gener de 1936

Xostakóvitx, amb només vint-i-sis anys, va decidir musicar un argument atrevit i inusual, ple de personatges mesquins i sense escrúpols de la Rússia rural. El resultat va ser una obra que defensava la llibertat sexual i també criticava la situació humiliant de les dones a Rússia. No és sorprenent, doncs, que Stalin el perseguís per aquesta obra. L'òpera s'inspira en la novel·la curta del mateix nom, de Nikolai Leskov -escriptor liberal doctrinari de segle xix, que va ser condemnat alhora per conservadors i esquerranistes- i concretament a la protagonista, Katerina Izmàilova, prototip de l'avorriment burgès, que es fa amant del seu servent i acaba per assassinar al seu sogre, al seu espòs i al seu nebot. A la fi, els dos amants són detinguts i deportats a Sibèria.
Les dues estrenes de Lady Macbeth, a Leningrad el 22 de gener de 1934i a Moscou dos dies després, van catapultar Xostakóvitx al centre d'atenció com mai abans. L'òpera va ser un èxit rotund tant de públic com de crítica, amb nombrosos elogis de músics destacats, malgrat algunes crítiques dels sectors més conservadors de la Unió de Compositors.
L'èxit de Lady Macbeth va superar totes les expectatives i, només a Leningrad, a principis de 1936 ja havia aconseguit vuitanta-tres representacions, i més d'un centenar en una llarga llista de ciutats europees i americanes. El ressò internacional no es va fer esperar. Aviat, músics estrangers com Rubinstein, Rodziński o Toscanini van començar a interessar-se per ella i la van exportar a Londres, Nova York, Cleveland, Estocolm, Buenos Aires i Zuric. Des de l'estranger arribaven crítiques i opinions que parlaven de l'òpera com un veritable descobriment que facilitaria l'entrada de nous aires. Stravinski va menystenir aquesta òpera, però Britten s'hi va sentir fortament atret.
El 17 de gener de 1936, Ióssif Stalin va realitzar una excepcional visita a l'òpera per anar a veure l'òpera El Don de plàcides aigües, basada en la novel·la homònima de Mikhaïl Xólokhov, del poc conegut compositor Ivan Dzerjinski, a qui Stalin va cridar a la llotja al final de l'actuació i va dir que la seva obra tenia un «considerable valor ideològic-polític». El 26 de gener, Stalin va tornar a visitar l'òpera, acompanyat per Viatxeslav Mólotov, Andrei Jdànov i Anastàs Mikoian, per a sentir Lady Macbeth de Mtsensk. Ell i el seu seguici se'n van anar sense parlar amb ningú. Un amic va advertir a Xostakóvitx que havia de posposar una gira de concerts planificada a Arkhànguelsk per a estar present en aquesta actuació en particular. Els relats de testimonis presencials atesten que el compositor estava «blanc com un llençol» quan va anar a inclinar-se després del tercer acte. En cartes a Sol·lertinski, Xostakóvitx va relatar l'horror amb el qual va veure a Stalin estremir-se cada vegada que els metalls i la percussió tocaven massa fort. Igualment horrible va ser la forma en què Stalin i els seus companys van riure de l'escena en la qual Serguei i Katerina feien l'amor. L'endemà, Xostakóvitx se'n va anar a Arkhànguelsk, i durant la seva estada, fou quan s'assabentà que el 28 de gener el diari Pravda havia publicat una diatriba titulada Caos en comptes de música, queixant-se de l'òpera en els següents termes: «l'oient és aclaparat des del primer instant de l'òpera per un flux de sons deliberadament desmanyotat i enrevessat. Intents de melodia, embrions de frases musicals, s'ofeguen, s'escapen i es tornen a ofegar entre xocs, bramades i xiscles. Seguir aquesta 'música' és difícil; recordar-la és impossible... El motiu de tot això no rau en una manca de talent del compositor, en la seva capacitat d'expressar en música sentiments plans i forts. Aquesta música intencionadament retorçada és d'un caràcter que ja no recorda l'òpera clàssica, i tampoc té res en comú amb el llenguatge musical senzill i accessible per a tothom... El poder d'arrossegar a les masses que té la bona música és sacrificat per un afany formalista petitburgès i un retorciment que només tenen per objecte donar una sensació d'originalitat basada en el pur efectisme... Mentre que la nostra crítica s'inclina davant el realisme socialista, amb l'obra de Xostakóvitx, els escenaris ens donen mostra del naturalisme més ordinari... és obvi que el compositor no s'ha proposat regalar als sentits el que el públic soviètic espera de la música... Això és jugar amb coses molt serioses que poden acabar molt malament.»

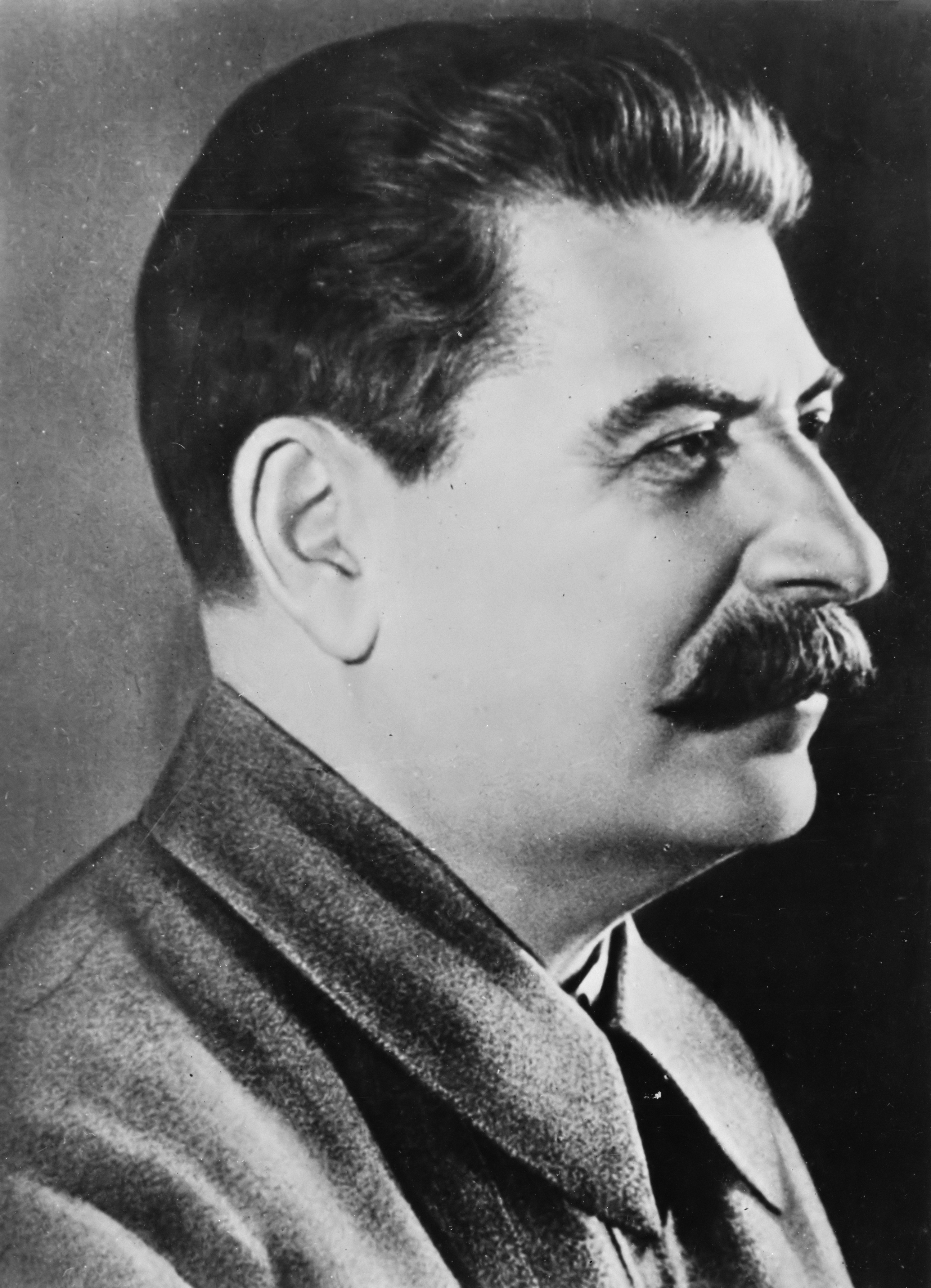
Ióssif Stalin, va perseguir durant tot el seu mandat a Xostakóvitx

L'òpera es va retirar de tots els teatres, les seves obres cada cop s'interpretaven menys i els seus ingressos van caure en picat. El xoc que això va causar a l'entorn cultural va ser profund i Xostakóvitx va perdre immediatament la seva posició de referent per a la música soviètica i va servir també per advertir als seus companys músics, que es van haver de posicionar al mateix bàndol de la línia oficial si no volien patir-ne les conseqüències i ser arrestats. Fins i tot Sol·lertinski es va veure obligat a canviar la seva opinió i a criticar l'obra de Xostakóvitx.
Aquest va ser el senyal per a una campanya nacional, durant la qual fins i tot els crítics de música soviètics que havien elogiat l'òpera es van veure obligats a retractar-se en forma impresa, dient que «no van poder detectar les deficiències de Lady Macbeth com l'havia assenyalat Pravda». Va haver-hi resistència d'aquells que l'admiraven, inclòs Sol·lertinski, qui es va presentar en una reunió de compositors a Leningrad convocada per a denunciar l'òpera i en el seu lloc la va elogiar. Dos oradors més ho van secundar. Quan el compositor va tornar a Leningrad, va rebre una trucada telefònica del comandant del Districte Militar de Leningrad, a qui el mariscal Mikhaïl Tukhatxevski li havia demanat que s'assegurés que tot estava bé. Quan l'escriptor Issaak Bàbel va ser arrestat quatre anys després, els va dir als seus interrogadors que «era un terreny comú per a nosaltres proclamar el geni del menyspreat Xostakóvitx». A partir d'aquest moment, Xostakóvitx fins i tot va témer per la seva vida. Pocs dels denunciats pel diari del partit com "enemics de poble" van aconseguir sobreviure molt de temps. Xostakòvitx passa a ser criticat, menyspreat i fins i tot ridiculitzat al seu país.

### Anys de por (1936-1941)
El 1936 va marcar el començament de les grans purgues. Sense cap justificació, desenes de milers de ciutadans eren enviats als camps de treball. Molts dels amics del compositor van ser enviats a presó o assassinats. Xostakóvitx va viure aquests anys amb l'equipatge preparat per si el KGB trucava a la porta. La incertesa i la por no van aconseguir ofegar els instints creatius del compositor i durant aquests va escriure música instrumental amb el sigil de no despertar falses alarmes entre els que volien veure en qualsevol lliscament formal, una causa d'alta traïció patriòtica.
El 6 de febrer, Pravda novament el va atacar, aquesta vegada pel ballet lleuger còmic El corrent límpid, que van denunciar perquè «no sona i no expressa res» i no donava una imatge precisa de la vida pagesa en una Kolkhoz (granja col·lectiva). Temorós que estigués a punt de ser arrestat, Xostakóvitx va aconseguir una cita amb el president del Comitè Estatal de Cultura de l'URSS, Platon Kérjentsev, qui va informar a Stalin i Mólotov que havia ordenat al compositor que «rebutgés els errors formalistes i que en el seu art aconseguís alguna cosa que poguessin entendre-ho les grans masses» i que el compositor havia admès estar equivocat i havia demanat una reunió amb Stalin, que no va ser concedida.
El seu únic consol en aquest període va ser el naixement de la seva filla Galina el 1936; el seu fill Maksim va nàixer dos anys després.
La campanya en contra seva també va servir com a senyal per als artistes que treballaven en altres camps, inclòs l'art, l'arquitectura, el teatre i el cinema, amb l'escriptor Mikhaïl Bulgàkov, el cineasta Serguei Eisenstein i el director de teatre Vsévolod Meierhold entre els objectius més destacats. De mica en mica, tots els seus amics anaven sent represaliats. Aquests van incloure a Mikhaïl Tukhatxevski va ser afusellat mesos després del seu arrest; el seu cunyat Vsevolod Frederiks, un físic distingit, que finalment va ser alliberat, però va morir abans d'arribar a casa; el seu amic pròxim Nikolai Zhiliáiev, un musicòleg que li havia presentat a Tukhatxevski, li van disparar poc després del seu arrest; la seva sogra, l'astrònoma Sofia Mikhailovna Varzar, va ser enviada a un camp a Kharagandí); la seva amiga l'escriptora marxista Galina Serebriakova, va passar vint anys en camps; el seu oncle Maksim Kostrikin el van trobar mort; i els seus col·legues Borís Kornílov i Adrian Piotrovski van ser executats.
Després de la publicació dels editorials de Pravda l'obra de Xostakóvitx va marcar un gran canvi en l'estil, el nou idioma responia al perill que corria i a la influència substancial de Mahler i una sèrie d'elements d'estil occidental. Estava immers en la Quarta Simfonia quan va aparèixer l'article de Pravda. Va continuar component la simfonia i va planejar una estrena cap a finals de 1936. Els assajos van començar aquell desembre, però finalment, per raons encara desconegudes, va decidir retirar la simfonia del públic. Diversos dels seus amics i col·legues, com Issaak Glikman, han suggerit que era una prohibició oficial que Xostakóvitx va tractar de presentar com una retirada voluntària. En qualsevol cas, sembla possible que aquesta acció salvés la vida del compositor: durant aquest temps va témer per si mateix i la seva família. No obstant això, no va repudiar l'obra; va conservar la seva designació com la seva Quarta Simfonia. El 1946, es va publicar una versió reduïda per a piano i l'obra finalment es va estrenar el 1961, molt després de la mort de Stalin. Xostakóvitx mai no va repudiar aquest treball i la va continuar designant com la "quarta" simfonia.
Durant 1936 i 1937, amb la finalitat de mantenir un perfil el més baix possible entre les simfonies Quarta i Cinquena, Xostakóvitx va compondre principalment música per a cinema, un gènere afavorit per Stalin i mancat d'expressió personal perillosa.
Xostakóvitx va saber trobar la solució a força de continuar moderant el seu estil, en la direcció de la música lírica i heroica que sí que estava acceptada, però elaborant al mateix temps un joc contextual i intertextual que podia variar i fins i tot contradir la impressió que les seves obres podien donar a simple vista. L'estrena de la Cinquena Simfonia el 21 de novembre de 1937, extraordinàriament rebuda pel públic, va suposar la rehabilitació com a compositor, que intentava mostrar una certa correcció política, tot i jugar amb una ambivalència ideològica magistral. La Cinquena Simfonia va ser com un compromís: no és obertament política, ni a favor ni en contra del règim, i és musicalment conservadora sense ser simplista. De fet, s'atribueix al compositor haver dit que era «La resposta d'un artista soviètic a una crítica justa». El compositor Dmitri Kabalevski, que havia estat entre els que es van dissociar del compositor quan es va publicar l'article de Pravda, va elogiar la Cinquena i el va felicitar per «no haver cedit a les temptacions seductores de les seves formes "errònies" anteriors». Estilísticament, i per guanyar el perdó de les autoritats, es va adaptar a les exigències del règim: simplicitat formal i un final optimista, que havia de servir per demostrar les bondats del sistema. Més tard, en les seves suposades memòries, Testimony, Xostakóvitx va declarar: «Mai creuré que un home que no entenia res podria sentir la Cinquena Simfonia. Per descomptat que van entendre, van entendre el que estava succeint al seu al voltant i van entendre de què es tractava la Cinquena».
«El tema de la meva simfonia és l'estabilització d'una personalitat. Al centre d'aquesta composició, concebuda líricament de principi a fi, veig un home amb totes les seves experiències. El moviment final resol els impulsos tràgicament tensos dels moviments anteriors en una conclusió d'optimisme i alegria de viure.» Aquesta declaració de Xostakóvitx revela que, tot i haver-se vist obligat a demanar perdó, era més astut que els seus censors. El quart moviment de l'obra és emotiu, especialment en les seves pàgines finals, però no conté triomfalisme gratuït ni alegria desenfrenada. Al contrari, hi ha una intensa explosió d'energia musical plena d'angoixa, dubtes i rebel·lia. Els funcionaris soviètics van interpretar aquest final erròniament com un himne a les seves idees.
El setembre de 1937, Xostakóvitx va entrar com a professor d'instrumentació i composició en el conservatori. Aquesta activitat li va brindar certa estabilitat financera per mantenir la família però al mateix temps va interferir amb el seu treball creatiu. Li va fer difícil temporalment dedicar-se a grans treballs creatius, i les obres que va fer van ser generalment encàrrecs: música per a pel·lícules, una Segona Suite de Jazz i el Primer Quartet de corda, compost a petició del Quartet Glazunov. A diferència de Beethoven i Bartók, Xostakóvitx va compondre el primer quartet de corda relativament tard en la seva carrera. El quartet és un exercici de cambra una mica bucòlic, revestint cert caràcter de divertimento, que no reflecteix en realitat les angoixes d'un home assetjat, sinó la pau i la serenitat d'algú que pretén mostrar-nos els encants de la natura. No va ser fins després de les grans Setena i Vuitena Simfonies que Xostakóvitx va sentir realment la necessitat creativa contínua d'expressar-se mitjançant el quartet de corda. Així va començar una de les grans col·leccions de quartets de corda de la història de la música, una imponent i extensa sèrie de quinze episodis que no només reflecteixen els moments més profunds i lúcids del compositor, sinó que també són essencials per comprendre el pensament de l'home modern. Les obres de cambra li van permetre experimentar i expressar idees que haurien estat inacceptables en les seves simfonies més públiques.
Entre l'abril i l'octubre de 1939 va compondre la Sisena Simfonia, un treball significatiu que, en aparença, indicava que a Xostakóvitx li començaven a anar bé les coses. El Quintet per a piano i corda, gràcies a la seva bellesa, impecable execució i poderosa expressivitat, va obtenir un gran èxit des del dia de la seva estrena. El 1941, va ser reconegut amb el Premi Stalin i també va rebre l'Orde de la Bandera Roja.

### La guerra (1941-1945)

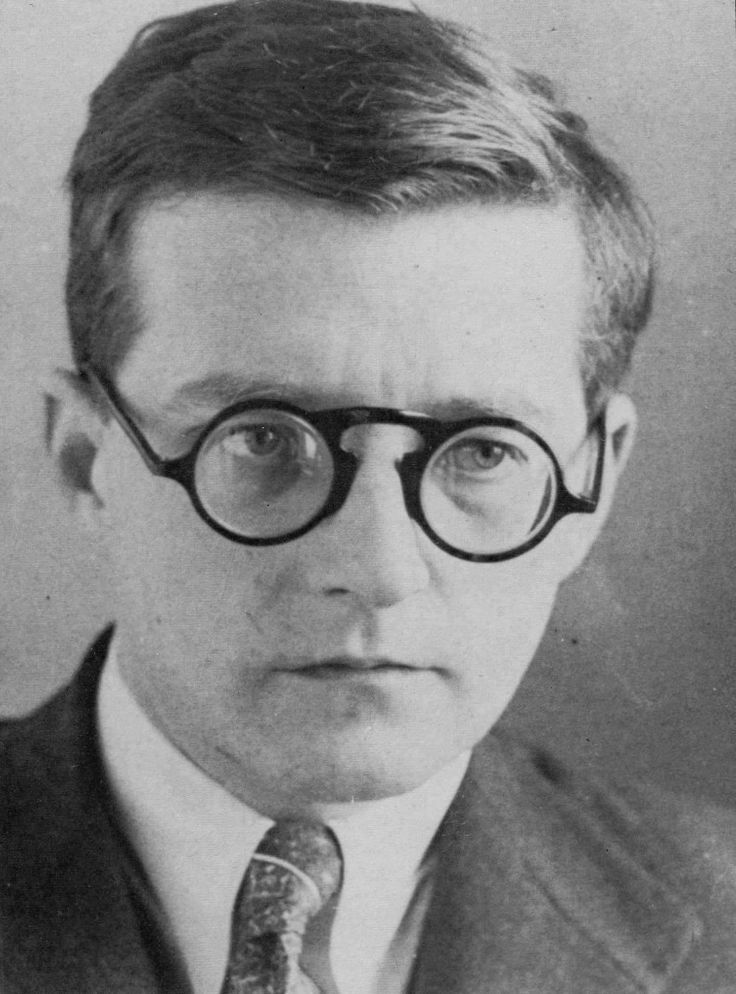
Xostakóvitx, 1941

El 1939, abans que les forces soviètiques intentessin envair Finlàndia, el secretari del partit de Leningrad, Andrei Jdànov, va encarregar una peça de celebració a Xostakóvitx, la Suite sobre temes finlandesos, que es presentaria mentre les bandes de música de l'Exèrcit Roig desfilaven per Hèlsinki. La Guerra d'hivern va ser una experiència amarga per a l'Exèrcit Roig, la desfilada mai va succeir i el compositor no va reclamar l'autoria d'aquesta obra. No es va interpretar fins al 2001. Després de l'esclat de la guerra entre la Unió Soviètica i Alemanya el 1941, el compositor va romandre inicialment a Leningrad. Va tractar d'allistar-se en l'exèrcit, però el van rebutjar a causa de la seva mala vista. Per a compensar-ho, es va convertir en voluntari de la brigada de bombers del Conservatori de Leningrad i va transmetre un missatge de ràdio al poble soviètic. La fotografia per a la qual va posar es va publicar en periòdics de tot el país.
La seva més gran i famosa contribució en temps de guerra va ser la Setena Simfonia. El compositor va escriure els primers tres moviments a Leningrad i va completar l'obra a Kúibixev (ara Samara), on ell i la seva família havien estat evacuats. No és clar si realment va concebre la idea de la simfonia amb el setge de Leningrad al cap. Es va afirmar oficialment com una representació de la valenta resistència del poble de Leningrad als invasors alemanys i una autèntica peça d'art patriòtica en un moment en què calia aixecar la moral. La simfonia es va estrenar per primera vegada per l'orquestra del Teatre Bolxoi a Kúibixev i aviat es va realitzar a l'estranger a Londres i els Estats Units. L'actuació més convincent va ser l'estrena de Leningrad per part de l'Orquestra de Ràdio a la ciutat assetjada. A l'orquestra li quedaven només 14 músics, per la qual cosa el director, Karl Eliasberg, va haver de reclutar a qualsevol que pogués tocar un instrument. Pel seu gran valor propagandístic ràpidament es va estendre. Fins i tot es va enviar a l'Occident un microfilm de la partitura, on directors com Toscanini i Stokowski es disputaven l'estrena de la simfonia fora de la Unió Soviètica. Altres orquestres russes també van començar a interpretar aquesta simfonia. El dia que Hitler va anunciar que Leningrad havia de caure, els músics que quedaven a la ciutat, juntament amb aquells que van poder retornar del front de batalla, es van reunir a la ciutat assetjada per oferir un concert molt emotiu.
La família es va mudar a Moscou la primavera de 1943. El compositor va conèixer en persona a Stalin en un concurs per crear un nou himne nacional. Xostakóvitx hi va participar i va fracassar una vegada més. El seu himne era «massa complex i excessivament romàntic», segons el parer de Stalin. El triomf va ser per al fundador del cor de l'exèrcit rus Aleksandr Vassílievitx Aleksàndrov, amb l'obra Una unió indestructible. No mostrava l'originalitat de Xostakóvitx ni la seva visió complexa de la cultura russa, però contenia tots els elements i la força que Stalin desitjava projectar. Molts anys després Anastasia Edel, neta del compositor, va descobrir un fragment de dos minuts, l'opus 111B, que corresponia a l'himne que Xostakóvitx havia presentat el 1943 i que havia fracassat.
A Moscou, va reprendre la tasca d'ensenyament al Conservatori. A partir d'aquell moment, les seves obres van ser compostes com a record o memorial i van anar creixent en nombre. Així doncs, la Vuitena Simfonia semblava més aviat un memorial per a tota la nació. La seva Segona Sonata per a piano va ser composta el 1943 en memòria del seu professor de piano, Leonid Nikolàiev, i un any més tard va dedicar el Trio per a piano, op. 67, al seu difunt amic Sol·lertinski, amb un agredolç final de totentanz de temàtica jueva.
Escrita després de la victòria a la batalla de Stalingrad, en la tranquil·litat d'Ivànovo, lluny dels fronts de batalla, amb la Vuitena Xostakóvitx aspirava a prefigurar un futur victoriós i una postguerra en què desaparegués la foscor indigna i triomfés la bellesa. La seva Vuitena Simfonia s'ha consagrat com una de les seves millors obres i un dels punts àlgids de la música simfònica. En el moment de l'estrena de la Vuitena Simfonia, la situació havia canviat per a l'Exèrcit Roig. Com a conseqüència, el públic i, el més important, les autoritats, volien una altra peça triomfal del compositor. En canvi, van obtenir la Vuitena Simfonia, potser l'últim en expressió ombrívola i violenta en la producció de Xostakóvitx. Per a preservar la imatge del compositor (un pont vital per al poble de la Unió i per a Occident), el govern va assignar el nom de «Stalingrad» a la simfonia, donant-li l'aparença de dol pels morts en la sagnant batalla de Stalingrad. Però la peça no va escapar a les crítiques. Segons els informes, el compositor va dir: «Quan es va realitzar la Vuitena, es va declarar obertament contrarevolucionària i antisoviètica. Van dir: "Per què Xostakóvitx va escriure una simfonia optimista al començament de la guerra i una tràgica ara? Al principi, ens estàvem retirant i ara estem atacant, destruint als feixistes. I Xostakóvitx està actuant en mode tràgic, això significa que està del costat dels feixistes"». L'obra va ser prohibida de manera no oficial, però efectiva fins a 1956.
La Novena Simfonia (1945), en contrast, era molt més lleugera en to. Gavriïl Popov va escriure que era «esplèndida en la seva alegria de viure, colorit, brillantor i mordacitat». Però el 1946, també va ser objecte de crítiques. Izrail Nestiev va preguntar si era el moment adequat per a «un interludi lleuger i divertit entre les creacions significatives de Xostakóvitx, un rebuig temporal de grans i seriosos problemes en nom de petiteses juganeres i arreglades amb filigrana». El Nova York World-Telegram del 27 de juliol de 1946 va ser igualment despectiu: «El compositor rus no hauria d'haver expressat els seus sentiments sobre la derrota del nazisme d'una manera tan infantil».
Per celebrar la victòria soviètica sobre l'Alemanya de Hitler, tothom esperava que Xostakóvitx compongués una simfonia solemne i monumental, la Novena, que completaria una trilogia de guerra juntament amb la Setena i la Vuitena. Amb gran sorpresa, el novembre de 1945, el públic va assistir a l'estrena d'una obra de durada curta i amb un caràcter que no s'allunyava del neoclassicisme, sota la batuta de Ievgueni Mravinski. La Novena assumia les característiques d'un divertimento que no va agradar ni a les autoritats, que esperaven una música adequada al sensacional esdevenidor de la guerra per als seus interessos, ni a la crítica, que la titllaren de banal i mancada d'idees.

### Segona denúncia (1945-1953)
Després d'un relaxament en el control oficial durant la guerra, va tornar ràpidament un cop aquesta va acabar. La celebració de la victòria, especialment el paper de Stalin i el Partit en ella, es va convertir en el tema central, i la vigilància contra les filtracions d'informació dels països de l'Oest va ser molt més estricta que durant la guerra mateixa. Una conseqüència d'aquest renovat fanatisme va ser que Xostakóvitx va trigar vuit anys a compondre una nova simfonia, dedicant mentrestant les seves energies a la composició de concerts i quartets de corda.

Andrei Jdànov, buròcrata del partit principal redactor de Decret Jdànov, pel qual es condemnava a tot artista que no se sotmetés als requisits del sistema

Tot i haver compost música propagandística, com la banda sonora de la pel·lícula La jove guàrdia, i haver manifestat públicament la seva adhesió al règim, Xostakóvitx va ser víctima d'una altra conspiració l'any 1948. Andrei Jdànov, president del Soviet Suprem de Rússia, amb el que es coneix com a Decret Jdànov, va colpejar principalment a Xostakóvitx, Miaskovski, Khatxaturian, Popov, Prokófiev, Xaporin, Weinberg, Kabalevski i Xebalín, acusant-los d'escriure música inapropiada i formalista.
Això va ser part d'una campanya en curs contra el formalisme destinada a erradicar tota influència compositiva occidental, així com qualsevol producció percebuda com a «no russa». La conferència va donar com a resultat la publicació de la Resolució del Politburó del PCUS «Sobre l'òpera de V. Muradeli, La Gran Amistat», dirigida a tots els compositors soviètics i exigia que escrivissin només música «proletària» o música per a les masses. Van convocar als compositors acusats, inclòs Xostakóvitx, perquè demanessin disculpes públiques enfront del Politburó. La majoria de les seves obres van ser prohibides i se li van retirar els privilegis a la seva família. Iuri Liubímov diu que en aquest moment «va esperar el seu arrest a la nit en el replà de l'ascensor, perquè almenys no molestessin a la seva família».
Els compositors van sofrir dures conseqüències arran del decret. Xostakóvitx va ser un dels acomiadats del Conservatori. Per a ell, la pèrdua de diners va ser potser el cop més gran. Altres encara al Conservatori van experimentar una atmosfera plena de sospita. Ningú volia que el seu treball s'entengués com a formalista, per la qual cosa molts van recórrer a acusar els seus col·legues d'escriure o interpretar música antiproletària.
En els anys següents, Xostakóvitx va compondre tres categories d'obres: música de cinema per a pagar el lloguer, obres destinades a assegurar la rehabilitació oficial i obres serioses «per al calaix de l'escriptori». Les últimes incloïen el Primer Concert per a violí, obra en la qual va treballar durant força temps i que no es podria estrenar fins passats set anys de la seva redacció, amb el dedicatori David Óistrakh al violí; el Quartet de corda núm. 4 (1949) i núm. 5 (1952), un segon Cicle de romances de Puixkin (1952), i el cicle de cançons Poesia popular jueva (op. 79). Ni la Vuitena, ni la Novena Simfonies van aconseguir l'aprovació de les autoritats.

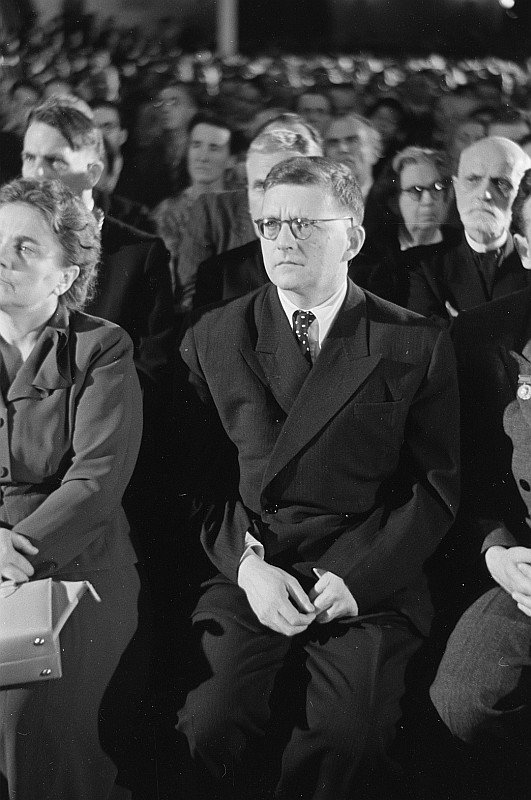
Xostakóvitx el 1950

Les restriccions imposades a la seva música i les condicions de vida van millorar el 1949, per a assegurar la seva participació en una delegació de personalitats soviètiques al Congrés Cultural i Científic per a la Pau Mundial a la ciutat de Nova York. Després d'una trucada personal en la qual Stalin va prometre garantir que la seva música no estaria en la llista negra, Xostakóvitx va acceptar participar el març de 1949 en una conferència sobre la pau a Nova York, on va haver de suportar ser obligat a mostrar el seu acord amb el règim soviètic i a donar explicacions de per què la seva música només s'estrenava fora la Unió Soviètica.
Per al compositor, va ser una experiència humiliant, que va culminar en una conferència de premsa a Nova York on s'esperava que llegís un discurs preparat. Nikolai Nabokov, qui va estar present en l'audiència, va ser testimoni que Xostakóvitx comencés a llegir «amb veu nerviosa i tremolosa» abans que hagués d'interrompre «i el discurs va ser continuat en anglès per un suau baríton de ràdio». Conscient que Xostakóvitx no era lliure de dir el que pensava, Nabokov li va preguntar públicament si donava suport a la denúncia recent de la música de Ígor Stravinski en la Unió Soviètica. Era un gran admirador de Stravinski que havia estat influenciat per la seva música, però no va tenir més alternativa que respondre afirmativament. Nabokov no va dubtar a escriure que això demostrava que Xostakóvitx «no era un home lliure, sinó una eina obedient del seu govern». El compositor mai va perdonar a Nabokov per aquesta humiliació pública. Aquest mateix any es va veure obligat a compondre la cantata Cançó dels boscos, que elogiava a Stalin com el «gran jardiner».

### Mort de Stalin (1953-1959)
La mort de Stalin el 1953 va ser el pas més gran cap a la rehabilitació de Xostakóvitx com a artista creatiu, que va estar marcat per la seva Desena Simfonia. La simfonia conté certs codis i cites musicals, entre elles el "motiu Elmira" i el "motiu DSCH", que deriva de les inicials del nom i cognom del compositor, transliterades a l'idioma alemany, és a dir "D. Sch.". En la notació musical alemanya, la sèrie D–E–C–H representa els sons re – mi bemoll – do – si natural. En el tercer moviment usa un motiu format per aquests sons, junt amb un altre que representa el nom "Elmira", en homenatge a Elmira Nazirova, una pianista i compositora que va estudiar amb Xostakóvitx l'any anterior a la seva destitució del Conservatori de Moscou, i amb una intenció que encara es debat. Xostakóvitx va fer servir amb freqüència el seu emblema musical (DSCH), sobretot en el Quartet de corda núm. 8, el més íntim de tots, dedicat a la seva pròpia memòria. El segon moviment salvatge, segons Testimony, pretén ser un retrat musical de Stalin. La Desena se situa, al costat de la Cinquena i la Setena, com una de les obres més populars de Xostakóvitx. 1953 també va veure un corrent d'estrenes de les obres del «calaix de l'escriptori».
Durant els anys quaranta i cinquanta, Xostakóvitx va tenir relacions pròximes amb dues de les seves alumnes, Galina Ustvólskaia i Elmira Nazirova. En el rerefons de tot això va quedar el seu primer matrimoni obert amb Nina Varzar, que mai no es va trencar, i que va durar fins al 4 de desembre de 1954 quan va morir inesperadament de càncer. El novembre de 1955, la seva mare també va morir. Va ser professor d'Ustvólskaia de 1937 a 1947. La naturalesa de la seva relació està lluny de ser clara: Mstislav Rostropóvitx la va descriure com a «tendra». Ustvólskaia va rebutjar una proposta de matrimoni seva després de la mort de Nina. La filla de Xostakóvitx, Galina, va recordar que el seu pare la va consultar a ella i a Maksim sobre la possibilitat que Ustvólskaia es convertís en la seva madrastra. L'amic de Ustvólskaia, Viktor Suslin, va dir que ella havia quedat "profundament decebuda" d'ell en el moment de la seva graduació el 1947. La relació amb Nazirova sembla que va ser unilateral, expressada en gran part en les seves cartes a ella, i pot tenir una data pròxima de 1953 a 1956. Es va casar amb la seva segona esposa, l'activista del Komsomol Margarida Kainova, el 1956; la parella no va funcionar i es van divorciar cinc anys després.
El 1954, Xostakóvitx va escriure l'Obertura festiva, op. 96. El 1959, va aparèixer a l'escenari a Moscou al final d'una actuació de concert de la seva Cinquena Simfonia, felicitant a Leonard Bernstein i a l'Orquestra Filharmònica de Nova York per la seva actuació que formava part d'una gira de concerts per la Unió Soviètica. Més tard aquest any, Bernstein i la Filharmònica van gravar la simfonia a Boston per a Columbia Records.
Amb motiu del seu cinquanta aniversari, el 1956, Xostakóvitx va rebre el suport i les felicitacions de la majoria dels seus col·legues en una celebració pública. Amb la mort de Prokófiev, Xostakóvitx s'havia convertit en el compositor viu més destacat de la societat soviètica (Stravinski havia triat viure a l'estranger i va acceptar la ciutadania americana). A partir d'aquesta època, Xostakóvitx va ser guardonat amb honors cada vegada amb més freqüència, tant a casa com a l'estranger. L'agost de 1954 vas ser nomenat Artista del Poble de la Unió Soviètica, i el setembre de 1956 va rebre l'Orde de Lenin, a més d'obtenir nombrosos guardons internacionals, principalment doctor honoris causa i membre d'acadèmies. Tot i que el 1957 va ser escollit secretari de la Unió de Compositors de la Unió Soviètica i l'abril de 1960 va convertir-se en el Primer Secretari de la Unió de Compositors, en realitat la llibertat artística del compositor encara estava severament limitada. El 1956 va intentar sense èxit tornar a presentar a la comissió Lady Macbeth, que va ser rebutjada per Dmitri Kabalevski i altres membres de la Unió de Compositors, amb els mateixos arguments que havien aparegut en la crítica de Pravda el 1936.
Amb una d'una gran volada expressiva i una enorme força orquestral, el significat de l'Onzena Simfonia, de 1956-1957, és encara discutit, tot i que porta el subtítol de "L'any 1905" i segurament vol ser una visió contundent de la Revolució del 1905. En el quart moviment d'aquesta simfonia Xostakóvitx empra, com un dels temes, una cançó popular polonesa sorgida el segle xix en temps de la revolta contra els ocupants russos, fet que alguns han interpretat que també pot fer referència a la Revolució Hongaresa, o a ambdues.

### Ingrés al Partit Comunista (1960-1965)

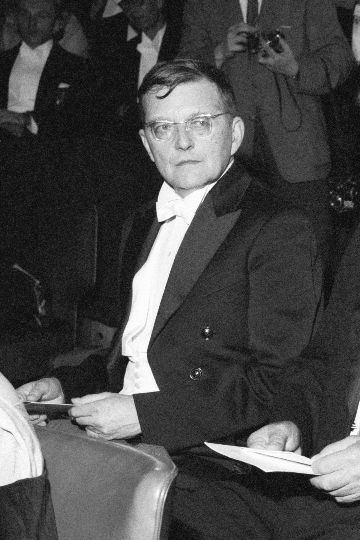
Xostakóvitx el 1958 durant una visita a Finlàndia

Els primers signes de debilitat física en Xostakóvitx van començar a ser evidents a partir de 1958, mostrant símptomes de feblesa a les mans, que es van diagnosticar com una forma de poliomielitis. L'agost es va sotmetre per primera vegada a un tractament hospitalari per la malaltia, ja que començava a tenir greus dificultats per a tocar el piano. A més, el 1960 i el 1967 es va trencar les cames per culpa d'unes caigudes. El 1960 va marcar un altre punt d'inflexió en la vida de Xostakóvitx quan va començar a rebre fortes pressions perquè s'unís al Partit Comunista. El compositor estava físicament malalt i sense suport familiar, i finalment va acabar cedint a la pressió. Es va entendre que Nikita Khrusxov, primer secretari del Partit Comunista de 1953 a 1964, buscava el suport de les principals files de la intel·liguèntsia en un esforç per crear una millor relació amb els artistes de la Unió Soviètica. Aquest esdeveniment ha estat interpretat com una mostra de compromís o de covardia, o com a resultat de la pressió. D'una banda, l'Apparàtxik era indubtablement menys repressiu del que havia estat abans de la mort de Stalin. D'altra banda, el seu fill va recordar que l'esdeveniment va reduir les llàgrimes de Xostakóvitx i que més tard li va dir a la seva esposa Irina que havia estat un xantatge. Lev Lebedinski va dir que el compositor havia pensat en el suïcidi.
La resposta musical de Xostakóvitx a aquestes crisis personals va ser el Quartet de corda núm. 8, escrivint-lo de manera autobiogràfica, incorporant cites i al·lusions d'algunes de les seves composicions més famoses, tal com va fer amb la Desena Simfonia. Va subtitular la peça «A les víctimes del feixisme i la guerra», aparentment en memòria del bombardeig de Dresden que va tenir lloc el 1945. No obstant això, igual que la Desena Simfonia, el quartet incorpora cites de diverses de les seves obres passades i el seu monograma musical. Li va confessar al seu amic Issaak Glikman: «Vaig començar a pensar que si algun dia moro, és probable que ningú escrigui una obra en la meva memòria, així que serà millor que jo mateix n'escrigui una». Diversos dels col·legues de Xostakóvitx, inclosa Natalia Vovsi-Mikhóels i el violoncel·lista Valentin Berlinski, també estaven al corrent de la intenció biogràfica del Vuitè Quartet. Peter J. Rabinowitz també ha assenyalat referències encobertes a Metamorphosen de Richard Strauss en el quartet.
Per a Mstislav Rostropóvitx, a qui professava una gran amistat, igual que a Galina Vixnévskaia, la dona del violoncel·lista, va escriure el Concert per a violoncel núm. 1 (1959), i a ella li dedicà les Sàtires, op. 109, pàgina satírica brillant amb un efecte grotesc, que, malgrat alguns aplaudiments inicials, va ser immediatament prohibida.

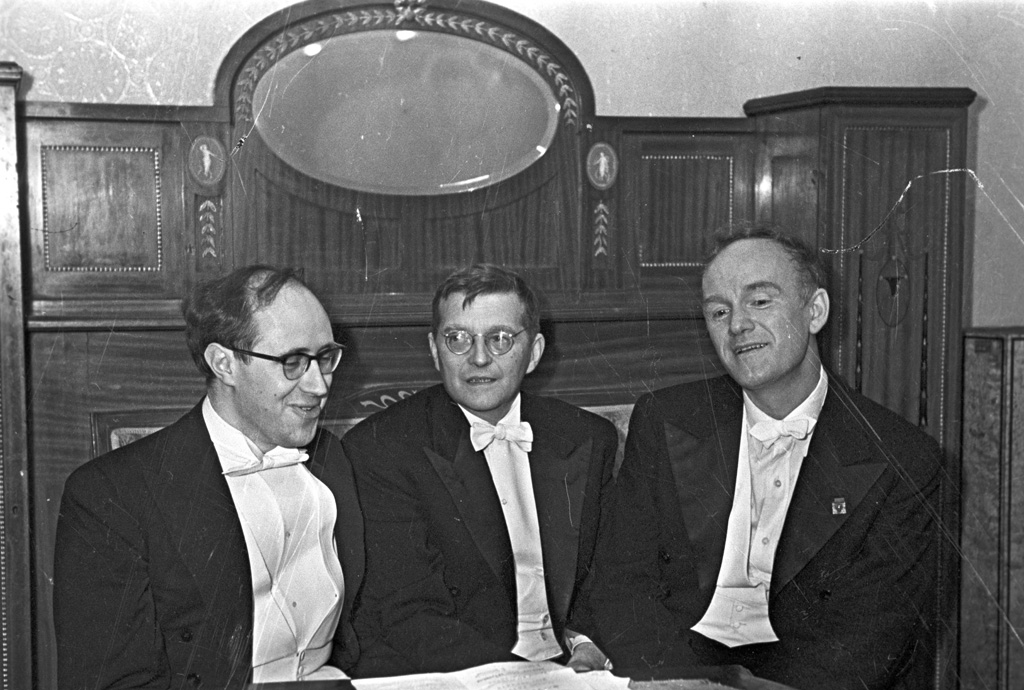
Rostropóvitx, Xostakóvitx i Richter

A partir de 1962, es va exercir com a diputat en el Soviet Suprem de la Unió Soviètica. Una vegada que es va unir al Partit, es van publicar en Pravda sota el seu nom diversos articles que no va escriure denunciant l'individualisme en la música. En unir-se al Partit, també es va comprometre a escriure finalment l'homenatge a Lenin que anteriorment havia promès. La Dotzena Simfonia, que retrata la Revolució d'Octubre i es va completar el 1961, la hi va dedicar a ell i la va anomenar «L'any 1917».
El 1962, Xostakóvitx es va casar, per tercera vegada, amb Irina Supinskaia. En una carta a Glikman, va escriure, «el seu únic defecte és que té 27 anys. En tots els altres aspectes és esplèndida: intel·ligent, alegre, directa i molt simpàtica». Segons Galina Vixnévskaia, qui coneixia bé als Xostakóvitx, aquest matrimoni va ser molt feliç: «Va ser amb ella que Dmitri Dmítrievitx finalment va arribar a conèixer la pau domèstica... Segurament, ella va prolongar la seva vida diversos anys». El novembre, va fer la seva única aventura en la direcció, dirigint un parell de les seves pròpies obres a Gorki.
Aquest any, Xostakóvitx va tornar a abordar el tema de l'antisemitisme en la Tretzena Simfonia (subtitulada Babi Iar, en memòria de la matança que hi van cometre els nazis). La simfonia estableix una sèrie de poemes de Ievgueni Ievtuixenko, el primer dels quals commemora una massacre de jueus ucraïnesos durant la Segona Guerra Mundial. Les opinions estan dividides sobre com era de gran el risc: el poema havia estat publicat als mitjans soviètics i no va ser prohibit, però va continuar sent controvertit. Després de l'estrena de la simfonia, Ievtuixenko es va veure obligat a agregar una estrofa al seu poema que deia que russos i ucraïnesos havien mort al costat dels jueus a Babi Iar.
El 1964, Xostakóvitx va compondre la música per a la pel·lícula soviètica Hamlet de Grigori Kózintsev, que va rebre crítiques favorables de The New York Times: «Però la falta d'aquesta estimulació auditiva, de les paraules eloqüents de Shakespeare, és recompensada en certa manera per una esplèndida i commovedora partitura musical de Dmitri Xostakóvitx. Això té una gran dignitat i profunditat, i a vegades un desenfrenament apropiat o convertir-se en lleugeresa».
El 1965, Xostakóvitx va aixecar la veu en defensa del poeta Joseph Brodsky, qui va ser sentenciat a cinc anys d'exili i treballs forçats. A més, va firmar protestes juntament amb Ievtuixenko i altres artistes soviètics, com Kornei Txukovski, Anna Akhmàtova i Samuïl Marxak, i el filòsof francès Jean-Paul Sartre. Després de les protestes, li van commutar la sentència i Brodsky va tornar a Leningrad.

### Últims anys i mort (1966-1975)
En els seus últims anys, Xostakóvitx patia problemes de salut crònics, però es va resistir a deixar el tabac i el vodka. El 1965, li van diagnosticar poliomielitis, fet que va justificar el debilitament progressiu de la mà dreta des del 1958. Per culpa de la seva fragilitat a les mans, Xostakóvitx va fer el seu últim concert com a pianista el 28 de maig de 1966, i va patir un atac de cor després del concert aquella mateixa nit. El 1970 gràcies a un tractament contra la poliomielitis en una clínica ortopèdica de Kurgan va poder controlar en gran part el deteriorament de la seva salut. Malauradament, poc després de completar la Simfonia núm. 15, el 17 de setembre de 1971 va patir el segon atac de cor. Tot i que Xostakóvitx va haver de deixar de fumar per prescripció mèdica, això no va evitar que durant els últims dos anys i mig de la seva vida patís també un càncer de pulmó, que se li va estendre als ronyons i al fetge.
També va sofrir diverses caigudes en les quals es va trencar totes dues cames. El 1967, va escriure en una carta: «Objectiu aconseguit fins ara: 75 % (cama dreta trencada, cama esquerra trencada, mà dreta defectuosa). Tot el que necessito fer ara és destrossar la mà esquerra i després el 100 % de les meves extremitats estaran fora de servei». Malgrat sofrir esclerosi lateral amiotròfica (ELA) des de la dècada de 1960, Xostakóvitx va insistir a escriure tota la seva pròpia correspondència i música, fins i tot quan la seva mà dreta estava pràcticament inutilitzada.

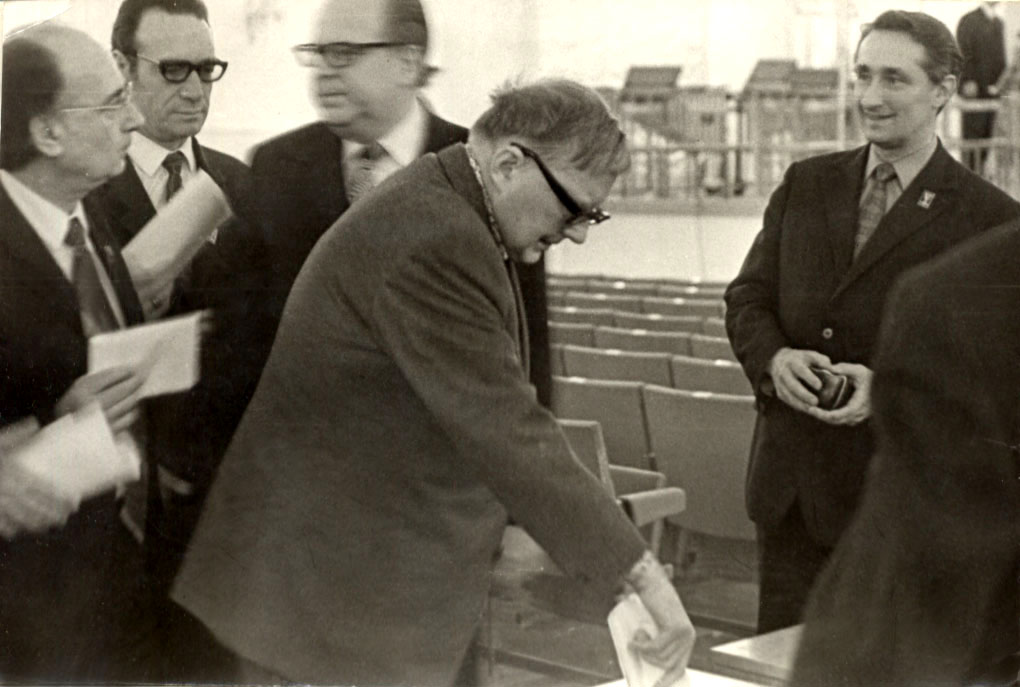
Xostakóvitx, el 1974

A partir del Concert per a violoncel núm. 2 compost el 1966, Xostakóvitx va crear com a mínim una composició important cada any. Així doncs, el Concert per a violí núm. 2, dedicat a Óistrakh, va ser compost el 1967; i la Sonata per a violí, també dedicada a Óistrakh, i el Quartet de corda núm. 12, l'any 1968. El 1969 va crear la Simfonia núm. 14, una simfonia vocal sobre el tema de la mort; el 1970 el Quartet de corda núm. 13, que es mantenia en el mateix ambient que la simfonia anterior; i el 1971, la Simfonia núm. 15. El segon atac de cor poc després d'acabar aquesta simfonia va suposar una pausa per a la seva creació d'obres, passant la resta d'aquell any en un hospital i un sanatori.
La majoria dels seus últims treballs –la Catorzena i Quinzena simfonies, i els últims quartets– són foscos i introspectius, amb una preocupació per la seva pròpia mortalitat. Però van atraure moltes crítiques favorables d'Occident. Gràcies a grans solistes com Mstislav Rostropóvitx, David Óistrakh, Sviatoslav Richter i directors com ara Ievgueni Mravinski i Kiríl·l Kondraixin, les seves obres s'interpretaven i es gravaven cada vegada amb més freqüència.
A la Catorzena Simfonia es troba a Xostakóvitx en el punt més extrem del llenguatge musical, amb temes de 12 tons i polifonia densa a tot arreu. La va dedicar al seu íntim amic Benjamin Britten, qui va dirigir l'estrena occidental al Festival d'Aldeburgh de 1970. La Quinzena Simfonia és, per contra, de naturalesa melòdica i retrospectiva, citant a Richard Wagner, Gioachino Rossini i la Quarta Simfonia del mateix compositor.
El 1974 es va rehabilitar a Rússia l'última obra prohibida del compositor, l'òpera El nas. El deteriorament de la seva salut, la pèrdua dels seus amics i les constants visites a les clíniques per combatre la malaltia que li debilitava la musculatura, li van deixar poc temps per compondre, dedicant els seus últims anys a la musicalització de poemes. Finalment, l'última obra que va escriure Xostakóvitx va ser la Sonata per a viola, el 1975, una composició que arriba al cor i desperta la consciència, sobre la qual va estar fent correccions fins uns dies abans de la seva mort, la tarda del 9 d'agost de 1975 a l'hospital de Kuntsevo. Xostakóvitx va morir de càncer de pulmó i va ser soterrat al cementiri de Novodévitxi, a Moscou. Sense que ningú ho hagués previst, va ser enterrat a només dues tombes de distància de la seva estimada Nina Varzar. A la làpida d'ella s'hi pot llegir: "Nina Vassilievna Xostakovitx. 29 de maig de 1909/4 de desembre de 1954". El seu fill, el pianista i director Maksim Xostakóvitx, va ser el dedicatori i el primer intèrpret de diversos treballs de son pare.

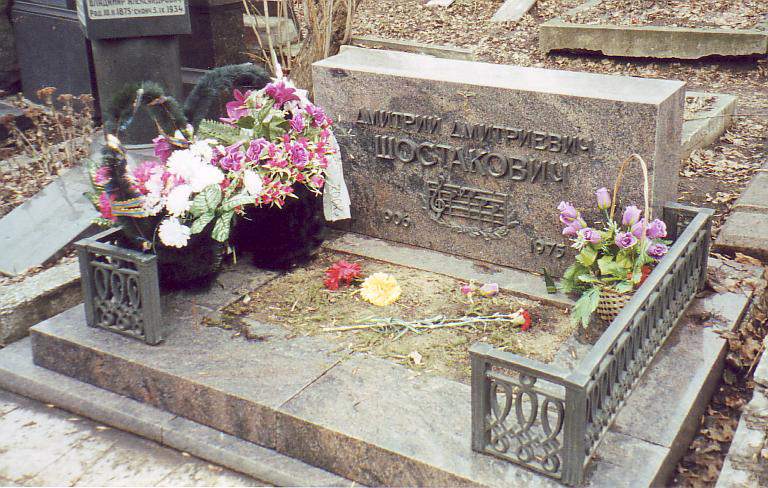
Tomba de Dmitri Xostakóvitx al cementiri de Novodévitxi de Moscou

La nota necrològica publicada el 12 d'agost de 1975 al diari Pravda deia: «La cultura artística soviètica, l'art progressista de tot el món, ha patit una greu pèrdua irrecuperable. A l'edat de seixanta-vuit anys va morir el gran compositor del nostre temps: Dmitri Dmítrievitx Xostakóvitx, diputat del Soviet Suprem de l'URSS, Heroi del Treball Socialista, Artista del Poble de l'URSS, llorejat amb el Premi Lenin i els Premis de l'Estat. Fill fidel del Partit Comunista, […] l'artista i ciutadà Xostakóvitx va dedicar tota la seva vida al desenvolupament de la música soviètica, a la glorificació dels ideals de l'humanisme socialista i de l'internacionalisme. En un to completament diferent, la necrologia escrita per Dennis Barrer i publicada a The Guardian un dia abans deia: «Dmitri Xostakóvitx, compositor rus, les obres del qual han sobreviscut i paradoxalment florit tot i les seves difícils relacions amb les autoritats soviètiques durant cinquanta anys, ha mort a Moscou a causa d'una malaltia de cor, deixant inacabada la seva Simfonia núm. 16».

### Llegat
Xostakovitx va deixar enrere diversos enregistraments de les seves pròpies obres per a piano; altres intèrprets destacats de la seva música inclouen Mstislav Rostropóvitx, Tatiana Nikolàieva, Maria Iúdina, David Óistrakh, i membres del Quartet Beethoven.
La influència de Xostakóvitx en compositors posteriors fora de l'antiga Unió Soviètica ha estat relativament escassa. La seva influència es pot veure en alguns compositors nòrdics, com Lars-Erik Larsson.
La península de Xostakóvitx a l'Illa d'Alexandre I, a l'Antàrtida, porta el seu nom.

## Música

### Visió general
Les obres de Xostakóvitx són àmpliament tonals però amb elements d'⁣atonalitat i cromatisme. En algunes de les darreres obres (per exemple, el Dotzè Quartet), va fer ús del serialisme. La seva producció està dominada pels seus cicles de simfonies i quartets de corda, amb un total de 15 cadascun. Les simfonies es distribueixen de manera força uniforme al llarg de la seva carrera, mentre que els quartets es concentren cap a la darrera part. Entre les més populars es troben les simfonies Cinquena i Setena i els quartets Vuitè i Quinzè. Altres obres inclouen òperes, concerts, música de cambra i una gran quantitat de música per al teatre i el cinema.
La música de Xostakóvitx mostra la influència de molts dels compositors que més admirava: Bach en les seves fugues i passacaglias⁣; Beethoven als darrers quartets; Mahler a les simfonies; i Berg en el seu ús de codis musicals i cites. Entre els compositors russos, admirava particularment Modest Mússorgski, les òperes del qual Borís Godunov i Khovànsxina va reorquestrar. La influència de Mússorgski és més destacada en les escenes hivernals de Lady Macbeth i l'Onzena Simfonia, així com en obres satíriques com Rayok. La influència de Prokófiev és més evident en les primeres obres per a piano, com la Primera Sonata i el Primer Concert. La influència de la música popular i de l'església russa és evident en les seves obres per a cors no acompanyats dels anys cinquanta.
La relació de Xostakóvitx amb Stravinski era profundament ambivalent; com va escriure a Glikman: "Stravinski el compositor que adoro. Stravinski el pensador que menyspreo". Estava especialment enamorat de la Simfonia dels Salms, presentant-ne una còpia de la seva pròpia versió per a piano a Stravinski quan aquest va visitar l'URSS el 1962. La trobada dels dos compositors no va tenir gaire èxit; els observadors van comentar l'extrem nerviosisme de Xostakóvitx i la "crueltat" de Stravinski amb ell.
Molts crítics han assenyalat la disjunció entre les obres experimentals abans de la denúncia de 1936 i les més conservadores que van seguir; el compositor va dir a Flora Litvinova: "sense la 'guia del Partit' ... hauria mostrat més brillantor, hauria utilitzat més sarcasme, hauria pogut revelar les meves idees obertament en comptes d'haver de recórrer al camuflatge." Els articles de Xostakóvitx publicats el 1934 i el 1935 citaven Berg, Schönberg, Krenek, Hindemith "i especialment Stravinski" entre les seves influències. Les obres clau del primer període asón la Primera Simfonia, que combinava l'academicisme del conservatori amb les seves inclinacions progressistes; El Nas ("La més intransigentment modernista de totes les seves obres escèniques" ); Lady Macbeth, que va precipitar la denúncia; i la Quarta Simfonia, descrita al Grove's Dictionary com "una síntesi colossal del desenvolupament musical de Xostakóvitx fins a la data". La Quarta també va ser la primera peça en què la influència de Mahler va passar a primer pla, prefigurant la ruta que va fer Xostakóvitx per assegurar-se la seva rehabilitació, mentre que ell mateix va admetre que les dues anteriors van ser les seves menys reeixides.
Després de 1936, la música de Xostakóvitx es va tornar més conservadora. Durant aquest temps també va compondre més música de cambra. Tot i que les seves obres de cambra eren en gran part tonals, les obres de cambra tardanes, que Grove's Dictionary anomena un "món d'insensibilitat purgatorial", va incloure sèries de tons, tot i que les va tractar temàticament enlloc de serialment. Les obres vocals també són una característica destacada de la seva producció tardana.

### Temes jueus
Als anys 40, Xostakóvitx va començar a mostrar interès pels temes jueus. Estava intrigat per la "capacitat de la música jueva de construir una melodia alegre amb entonacions tristes". Exemples d'obres que inclouen temes jueus són el Quart Quartet de corda (1949), el Primer Concert per a violí (1948) i els Quatre monòlegs sobre poemes de Puixkin (1952), així com el Trio per a piano en mi menor (1944). Va trobar més inspiració per escriure sobre temes jueus quan va examinar la tesi de Moissei Beregovski de 1944 sobre la música popular jueva.
El 1948, Xostakóvitx va adquirir un llibre de cançons populars jueves, a partir del qual va compondre el cicle de cançons De la poesia popular jueva. Inicialment, va escriure vuit cançons destinades a representar les dificultats de ser jueu a la Unió Soviètica. Per dissimular-ho, va afegir-ne tres més amb la intenció de demostrar la gran vida que tenien els jueus sota el règim soviètic. Malgrat els seus esforços per amagar el significat real de l'obra, la Unió de Compositors es va negar a aprovar la seva música l'any 1949 sota la pressió de l'antisemitisme que s'apoderava del país. De la poesia popular jueva no es va poder representar fins després de la mort de Stalin el març de 1953, juntament amb totes les altres obres que estaven prohibides.

### Autocitacions
Al llarg de les seves composicions, Xostakóvitx va demostrar un ús controlat de la cita musical. Aquesta elecció estilística era comuna entre compositors anteriors, però Xostakóvitx la va desenvolupar fins a convertir-la en una característica definidora de la seva música. En lloc de citar altres compositors, Xostakóvitx preferia citar-se a si mateix. Musicòlegs com Sofia Moshevich, Ian McDonald i Stephen Harris han connectat les seves obres a través de les seves cites.
Un exemple és el tema principal de l'ària de Katerina, Seryozha, khoroshiy moy, del quart acte de Lady Macbeth del districte de Mtsensk. La bellesa de l'ària arriba com una alenada d'aire fresc en el to intens i prepotent de l'escena, en què Katerina visita el seu amant Sergei a la presó. El tema es torna tràgic quan Sergei la traeix i troba un nou amant en culpar a Katerina del seu empresonament.
Més de 25 anys després, Xostakóvitx va citar aquest tema al seu Vuitè Quartet de corda. Enmig dels temes opressius i ombrívols d'aquest quartet, el violoncel introdueix el tema Seryozha "en la tonalitat "brillant" de fa sostingut major" uns tres minuts després del quart moviment. Aquest tema torna a emergir en el seu Catorzè Quartet de corda. Com en el Vuitè Quartet, el violoncel introdueix el tema, que aquí serveix de dedicatòria al violoncel·lista del Quartet de corda de Beethoven, Serguei Xirinski.

### Publicacions pòstumes
L'any 2004, la musicòloga Olga Digonskaia va descobrir un fons de manuscrits de Xostakóvitx al Museu Central Estatal Glinka de Cultura Musical a Moscou. En una fitxa de cartró hi havia unes "300 pàgines d'esbossos, peces i partitures musicals" fetes a mà per Xostakóvitx.
Un amic compositor va subornar la dona de fer feines de Xostakóvitx perquè li lliurés regularment el contingut de la paperera del despatx de Xostakóvitx, en lloc de llençar-lo a les escombraries. Algunes d’aquestes peces descartades van acabar a l'arxiu Glinka. ... L’arxiu Glinka «contenia un gran nombre de peces i composicions completament desconegudes o que es podien rastrejar de manera força indirecta», va dir Digonskaia.
Entre aquestes hi havia els esbossos per a piano i vocals de Xostakóvitx per al pròleg d'una òpera, Orango (1932). Van ser orquestrats pel compositor britànic Gerard McBurney i estrenats el desembre de 2011 per la Filharmònica de Los Angeles dirigida per Esa-Pekka Salonen.

### Reputació
Segons McBurney, l'opinió està dividida sobre si la música de Xostakóvitx és "de poder visionari i originalitat, com alguns sostenen, o, com pensen altres, derivativa, vulgar, buida i de segona mà". William Walton, el seu contemporani britànic, el va descriure com "el més gran compositor del segle XX". El musicòleg David Fanning conclou al Grove's Dictionary que "enmig de les pressions conflictives dels requisits oficials, el patiment massiu dels seus compatriotes i els seus ideals personals de servei humanitari i públic, va aconseguir forjar un llenguatge musical de poder emocional colossal".
Alguns compositors moderns han estat crítics. Pierre Boulez va descartar la música de Xostakóvitx com "la segona, o fins i tot la tercera premsada de Mahler". El compositor romanès i deixeble de Webern Philip Gershkovich va anomenar Xostakóvitx "un aficionat en trànsit". Una queixa relacionada és que l'estil de Xostakóvitx és vulgar i estrident: Stravinski va escriure sobre Lady Macbeth: "martellejant brutalment... i monòtona". El compositor i musicòleg anglès Robin Holloway va descriure la seva música com "gris cuirassat en melodia i harmonia, funcional com una fàbrica en estructura; en contingut, tot retòrica i coacció".
A la dècada de 1980, el director i compositor finlandès Esa-Pekka Salonen va criticar Xostakóvitx i es va negar a dirigir la seva música. Per exemple, va dir el 1987:
| « | Xostakóvitx és, en molts aspectes, una força contrària a Stravinski. ... Quan he dit que la 7a simfonia de Xostakóvitx és una composició avorrida i desagradable, la gent ha respost: "Sí, sí, però pensa en el context d'aquesta simfonia". Aquesta actitud no beneficia ningú. | » |

Salonen ha interpretat i gravat diverses obres de Xostakóvitx, inclosa la projecció de l'estrena mundial d'Orango, però ha rebutjat la Cinquena Simfonia com a "sobrevalorada", afegint que era "molt desconfiat de les coses heroiques en general".
Xostakovitx pren en préstec àmpliament el material i els estils tant de compositors anteriors com de la música popular⁣; la vulgaritat de la música "baixa" influeix notablement en aquest "gran eclèctic". McBurney remunta això als cercles artístics d'avantguarda del primer període soviètic en què Xostakóvitx es va traslladar a principis de la seva carrera, i argumenta que aquests préstecs van ser una tècnica deliberada que li permetia crear "patrons de contrast, repetició, exageració" que li van donar estructura musical a gran escala.

## Personalitat
Xostakóvitx era en molts aspectes un home obsessiu: segons la seva filla estava "obsessionat amb la neteja". Sincronitzava els rellotges del seu apartament i s'enviava regularment targetes per comprovar el bon funcionament del servei postal. Shostakovich: A Life Remembered d'Elizabeth Wilson indexa 26 referències al seu nerviosisme. Mikhail Druskin recorda que fins i tot quan era jove el compositor era "fràgil i nerviosament àgil". Iuri Liubímov comenta: "El fet que fos més vulnerable i receptiu que altres persones va ser sens dubte una característica important del seu geni". Més tard, Krzysztof Meyer va recordar que "la seva cara era una bossa de tics i ganyotes".
En els estats d'ànim més lleugers de Xostakóvitx, l'esport era una de les seves principals recreacions, tot i que preferia ser espectador o àrbitre a participar (era un àrbitre de futbol qualificat). El seu club de futbol favorit era el Zenit Leningrad (avui Zenit Saint Petersburg), que mirava regularment. També li agradaven els jocs de cartes, sobretot el solitari.
Xostakóvitx era aficionat als escriptors satírics com Gógol, Txékhov i Mikhaïl Zósxenko. La influència de Zósxenko, en particular, és evident a les seves cartes, que inclouen paròdies iròniques dels oficials soviètics. Zósxenko va assenyalar les contradiccions en el caràcter del compositor: "és ... fràgil, retirat, un infant infinitament directe i pur ... [però també] dur, àcid, extremadament intel·ligent, potser fort, despòtic i no del tot de bon humor (encara que cerebralment de bon humor)."
Xostakovitx era tímid per naturalesa: Flora Litvinova ha dit que era «completament incapaç de dir 'no' a ningú». Això significava que se'l va convèncer fàcilment per signar declaracions oficials, inclosa una denúncia d'Andrei Sàkharov el 1973. La seva vídua va dir al Helsingin Sanomat que el seu nom va ser inclòs sense el seu permís. Però estava disposat a intentar ajudar els electors en les seves capacitats com a president de la Unió de Compositors i adjunt al Soviet Suprem. Oleg Prokófiev va dir: «va intentar ajudar a tanta gent... que cada cop es prestava menys atenció a les seves súpliques». Quan li van preguntar si creia en Déu, Xostakóvitx va dir "No, i ho sento molt."

## Ortodòxia i revisionisme

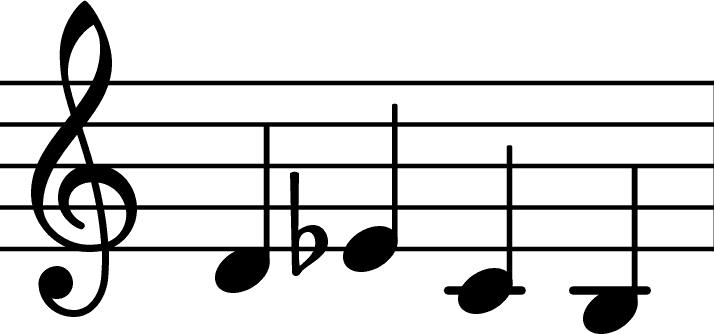
Xostakóvitx es va representar a si mateix en algunes obres amb el motiu DSCH: re-mi bemoll-do-si

La resposta de Xostakóvitx a les crítiques oficials i si va utilitzar la música com una mena de dissidència encoberta és una qüestió de disputa. Exteriorment, es va conformar amb les polítiques i posicions del govern, llegint discursos i posant el seu nom a articles que expressaven la línia del govern. Però és evident que no li agradaven molts aspectes del règim, com va confirmar la seva família, les seves cartes a Issaak Glikman i la cantata satírica Rayok, que ridiculitzava la campanya "antiformalista" i es va mantenir oculta fins després de la seva mort. Era un amic íntim del mariscal de la Unió Soviètica Mikhaïl Tukhatxevski, que va ser executat el 1937 durant la Gran Purga.
També és incert fins a quin punt Xostakóvitx va expressar la seva oposició a l'estat en la seva música. La visió revisionista va ser presentada per Solomon Volkov al llibre de 1979 Testimony, que afirmava que eren les memòries de Xostakóvitx dictades a Volkov. El llibre al·legava que moltes de les obres del compositor contenien missatges codificats antigovernamentals, situant Xostakóvitx en una tradició d'artistes russos que burlaven la censura que es remunta almenys a Alexandr Puixkin. Va incorporar moltes cites i motius a la seva obra, sobretot la seva signatura musical DSCH. El seu col·laborador musical de tota la vida Ievgueni Mravinski va dir: "Xostakóvitx explicava molt sovint les seves intencions amb imatges i connotacions molt específiques".
La perspectiva revisionista ha estat posteriorment sostinguda pels seus fills, Maksim i Galina, tot i que Maksim va dir el 1981 que el llibre de Volkov no era obra del seu pare. Volkov ha argumentat a més, tant a Testimony com a Xostakovitx and Stalin, que Xostakóvitx va adoptar el paper del iurodivi o sant boig en les seves relacions amb el govern.
Maksim Xostakóvitx també ha comentat més favorablement Testimony i Volkov des del 1991, quan va caure el règim soviètic. A Allan B. Ho i Dmitri Feofanov, va confirmar que el seu pare li havia dit que "va conèixer un jove de Leningrad que coneixia la seva música molt bé" i que "Volkov es va reunir amb Xostakóvitx per treballar en les seves reminiscències". Maksim ha dit repetidament que és "un partidari tant de Testimony com de Volkov". Altres revisionistes destacats són Ian MacDonald, el llibre del qual The New Shostakovich va proposar més interpretacions revisionistes de la seva música, i Elizabeth Wilson, que en seu llibre Shostakovich: A Life Remembered proporciona el testimoni de molts dels coneguts del compositor.
Músics i estudiosos com Laurel Fay i Richard Taruskin van qüestionar l'autenticitat i van debatre la significació de Testimony, al·legant que Volkov el va compilar a partir d'una combinació d'articles reciclats, xafarderies i possiblement alguna informació directa del compositor. Fay documenta aquestes al·legacions al seu article de 2002 "Volkov's Testimony reconsidered", mostrant que les úniques pàgines del manuscrit original del Testimoni que Xostakóvitx havia signat i verificat són reproduccions paraula per paraula d'entrevistes anteriors que va donar, cap de les quals és polèmica. Ho i Feofanov han contestat que almenys dues de les pàgines signades contenen material controvertit: per exemple, "a la primera pàgina del capítol 3, on [Xostakóvitx] assenyala que la fragment que diu 'En aquesta casa va viure [Vsévolod] Meierhold' hauria de Tdir també "I en aquesta casa la seva dona va ser assassinada brutalment".

## Llegat enregistrat

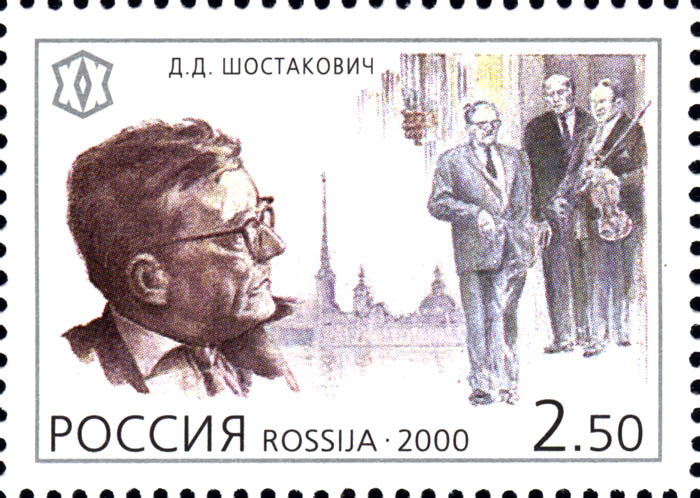
Un segell rus a la memòria de Xostakóvitx, publicat l'any 2000

El maig de 1958, durant una visita a París, Xostakóvitx va gravar els seus dos concerts per a piano amb André Cluytens, així com algunes obres breus per a piano. Aquestes van ser emeses en LP per EMI i posteriorment reeditades en CD. Xostakóvitx va gravar els dos concerts en estèreo a Moscou per a Melodiya. Xostakóvitx també va tocar els solos de piano en els enregistraments de la Sonata per a violoncel, op. 40 amb el violoncel·lista Danil Xafran i també amb Mstislav Rostropóvitx; la Sonata per a violí, op. 134, en un enregistrament privat realitzat amb el violinista David Òistrakh; i el Trio per a piano, op. 67 amb el violinista David Òistrakh i el violoncel·lista Miloš Sádlo. També hi ha un curtmetratge de notícies de Xostakóvitx com a solista en un concert de la dècada de 1930 dels moments finals del seu primer concert per a piano. També es va fer una pel·lícula en color de Xostakóvitx que supervisava el ressorgiment soviètic d'El Nas el 1974.

## Premis
Unió Soviètica
- Heroi del Treball Socialista (1966)
- Orde de Lenin (1946, 1956, 1966)
- Orde de la Revolució d'Octubre (1971)
- Orde de la Bandera Roja del Treball (1940)
- Orde de l'Amistat dels Pobles (1972)
- Artista del Poble de l'URSS (1954)
- Premi Lenin (1958)
- Premi Stalin d'arts (1941, 1941, 1942, 1946, 1946, 1948, 1949, 1949, 1949, 1950, 1952)

Finlàndia
- Premi Sibelius (1958)

Estats Units
- Nominat al Premi Oscar a la millor banda sonora per Khovanshchina, 1961

Regne Unit
- Medalla d'Or de la Royal Philharmonic Society (1966)

Àustria
- Medalla als Serveis a la República d'Àustria en Plata (1967)

Dinamarca
- Premi Sonning (1974)

## Obres

### Simfonies
- Simfonia núm. 1, op 10, 1925
- Simfonia núm. 2, op 14, 1927
- Simfonia núm. 3, op 20, 1929
- Simfonia núm. 4, op 43, 1936
- Simfonia núm. 5, op 47, 1937
- Simfonia núm. 6, op 54, 1939
- Simfonia núm. 7, op 60, 1941
- Simfonia núm. 8, op 65, 1943
- Simfonia núm. 9, op 70, 1945
- Simfonia núm. 10, op 93, 1953
- Simfonia núm. 11, op 103, 1957
- Simfonia núm. 12, op 112, 1961
- Simfonia núm. 13, op 113, 1962
- Simfonia núm. 14, op 135, 1969
- Simfonia núm. 15, op 141, 1971

### Quartets de corda
- Quartet de corda núm. 1
- Quartet de corda núm. 2
- Quartet de corda núm. 3
- Quartet de corda núm. 4
- Quartet de corda núm. 5
- Quartet de corda núm. 6
- Quartet de corda núm. 7
- Quartet de corda núm. 8
- Quartet de corda núm. 9
- Quartet de corda núm. 10
- Quartet de corda núm. 11
- Quartet de corda núm. 12
- Quartet de corda núm. 13
- Quartet de corda núm. 14
- Quartet de corda núm. 15

### Òperes
- Els gitanos, òpera basada en Puixkin (1919–1920; parcialment destruïda)
- Op. 15: El nas, òpera satírica en tres actes (i un epíleg) basada en Gógol (1927–1928); també una suite per a orquestra (vegeu Op. 15a)
- Op. 29: Lady Macbeth de Mtsensk, òpera en quatre actes basada en Leskov (1930–1934); posteriorment revisada com Katerina Ismailova (vegeu op. 114); també una suite per a orquestra (vegeu op. 29a)
- El gran llamp, òpera còmica (1932–1933; inacabada)
- Orango, òpera satírica en tres actes (i un pròleg) (1932; inacabada)
- Les dotze cadires, opereta (1939; esbossos inacabats)
- Katiúixa Maslova, òpera basada en la novel·la de Tolstoi Resurrecció (1940–1941; esbossos inacabats)
- Els jugadors, òpera basada en Gógol (1941–1942; inacabada); completada en dos actes per Krzysztof Meyer el 1978
- Op. 105: Moscou, Txeriomúixki, opereta en tres actes (1957–1958); també versió cinematogràfica (vegeu Op. 105a)
- Op. 114: Katerina Ismailova, òpera en quatre actes basada en Leskov (1956–1963); revisió de Lady Macbeth de Mtsensk (vegeu op. 29); també una suite de cinc entreactes (vegeu op. 114a) i una versió cinematogràfica.

### Ballets
- Op. 22: L’edat d’or, tres actes (1929–1930)
- Op. 27: El pern, tres actes (1930–1931)
- Op. 39: El corrent límpid (també traduït com El rierol transparent), tres actes (1934–1935; alguns números reciclats de l’op. 27)
- La dama i el pinxo, un acte (7 escenes) (1962; compilat i arranjat a partir de les partitures de les ops. 27, 39, 40, 50a, 95 i 97 per Levon Atovmián)
- Els somiadors, quatre actes (1975; compilat a partir de les partitures de les ops. 22 i 27 pel compositor i Serguei Sapojnikov)

### Altres obres per a orquestra
- Op. 1: Scherzo en fa sostingut menor (1922)
- Suite sobre temes finlandesos
- Op. 96: Obertura festiva (1954)
- Op. 115: Obertura sobre temes populars russos i kirguisos
- Op. 131 Octubre (1967)

### Altres obres de cambra / instrumentals
- Op. 8: Trio per a piano núm. 1 en do menor (1923)
- Op. 9: Tres peces, per a violoncel i piano (1923-1924, perdut; una quarta peça pot haver estat destruïda pel compositor)
- Op. 11: Dues peces, per a octet de corda (1924–1925)[152]
- Op. 33 [sic]: Impromptu (Экспромт), per a viola i piano (1931)[153]
- Op. 40: Sonata per a violoncel en re menor (1934)
- Op. 40a: Moderato, per a violoncel i piano (1934)
- Op. 57: Quintet per a piano en sol menor (1940)
- Op. 58i: Polca en fa menor, per a dues arpes (1941)
- Op. 67: Trio per a piano núm. 2 en mi menor (1944)
- Op. 97c: Quatre valsos, per a flauta travessera, clarinet i piano (1955) (arr. Levon Atovmyan)
- Op. 97d: Tres duets de violí de  The Gadfly , per a dos violins i piano (1955) (arr. Levon Atovmyan)
- Op. 134: Sonata per a violí (1968)
- Op. 147: Sonata per a viola (1975)

### Concerts
- Op. 35: Concert per a piano núm. 1 en do menor (1933); també conegut com el Concert en do menor per a piano, trompeta i orquestra de corda.
- Op. 77: Concert per a violí núm. 1 en la menor (1947-1948, publicat originalment com a Op. 99)[154]
- Op. 102: Concert per a piano núm. 2 en fa major (1957)
- Op. 107: Concert per a violoncel núm. 1 en mi major (1959)
- Op. 126: Concert per a violoncel núm. 2 en sol major (1966)
- Op. 129:  Concert per a violí núm. 2 en do menor (1967)

### Suites
- Op. 15a: Suite de El nas, per a tenor, baríton i orquestra (1927-1928)
- Op. 22a:  Suite de L'edat d'or, per a orquestra (1929-1930)
- Op. 27a: Suite de El pern, per a orquestra (1931)
- Op. 30a: Suite de  Muntanyes d'or, per a orquestra (1931)
- Op. 32a: Suite de Hamlet, per a petita orquestra (1932)
- Op. 36a: Suite de El conte del sacerdot i del seu obrer Balda (1935)
- Op. 38a: Suite per a l'Orquestra de Jazz núm. 1 (1934)
- Op. 39a: Suite de El corrent límpid, per a orquestra (1934-1935)
- Op. 42: Cinc fragments, per a orquestra (1935)
- Op. 50a: Suite de "The Maxim film-Trilogy" per a orquestra i cor (1938)
- Op. 50b: Suite per a l'Orquestra de Jazz núm. 2 (3 moviments) (1938)
- Op. 64a: Suite de Zoya , per a cor i orquestra (1944)
- Op. 75a: Suite de La jove guàrdia  (1951)
- Op. 76a: Suite de Pirogov , per a orquestra (1947)
- Op. 78a: Suite de Michurin , per a cor i orquestra (1964)
- Op. 80a: Suite de Trobada a l'Elba , per a veus i orquestra (1948)
- Suite de ballet núm. 1, per a orquestra (1949, arranjada per Levon Atovmian)
- Ballet Suite No. 2, per a orquestra (1951, arranjada per Levon Atovmian)
- Suite de ballet núm. 3, per a orquestra (1953, arranjada per Levon Atovmian)
- Suite de ballet núm. 4, per a orquestra (1953, arranjada per Levon Atovmian)
- Op. 85a: Suite de Belinsky , per a cor i orquestra (1960, arranjada per Levon Atovmian)
- Op. 89a: Suite de  The Unforgettable Year 1919 , per a orquestra (1953, arranjada per Levon Atovmian)
- Op. 97a: Suite de ''The Gadfly'', per a orquestra (1955, arranjada per Levon Atovmian)
- Op. 99a: Suite de The First Echelon, per a cor i orquestra (1956)
- Suite per a orquetra de varietats (8 moviments) (post-1956)
- Op. 111a: Suite de Cinc dies, cinc nits , per a orquestra (1961)
- Op. 114a: Suite de cinc fragments de l'òpera Katarina Izmailova, per a orquestra (1963)
- Op. 116a: Suite de Hamlet, per a orquestra (1964, arranjada per Levon Atovmyan)
- Op. 120a: Suite de Un any és com tota una vida, per a orquestra (1965)

### Per a piano
- Op. 2: Vuit preludis (1919-1920)
- Minuet, Preludi i Intermezzo (1919-1920)
- "Murzilka" (1920)
- Cinc preludis (1920-1921)
- Op. 5: Tres danses fantàstiques (1922)
- Op. 6: Suite per a dos pianos en fa sostingut menor (1922)
- Op. 12: Sonata núm. 1 (1926)
- Op. 13: Aforismes, deu peces (1927)
- Op. 22: Polca de L'edat d'or
- Op. 34: Vint-i-quatre preludis (1932–1933)
- Op. 39: Nocturn - El corrent límpid
- Op. 61: Sonata núm. 2 en si menor (1943)
- Op. 69: Quadern infantil, sis peces (1944-1945)
- Merry March per a dos pianos (1949)
- Op. 87: Vint-i-quatre preludis i fugues (1950-1951)
- Danses de les nines (1952)
- Op. 94: Concertino en la menor, per a dos pianos (1953)
- Tarantella, per a dos pianos (1954)
- Op. 97b: Dansa espanyola, de  The Gadfly
- Op. 104a: Onze variacions sobre un tema de Glinka (1957)

### Música per a pel·lícules
- Op. 18: Música per a la pel·lícula muda Nova Babilònia per a petita orquestra (1929)
- Op. 26: Música per la pel·lícula Sola (1930–1931)
- Op. 30: Música per a la pel·lícula Muntanyes daurades (1931)
- Op. 33: Música per la pel·lícula Contraplà (1932)
- Op. 36: Música per la pel·lícula d'animació El conte del sacerdot i del seu obrer Balda per a orquestra de cambra (1933–1934)
- Op. 38: Música per la pel·lícula Amor i odi (rus: Любовь и ненависть) (1934)
- Op. 41: Música per la pel·lícula Les amigues (1934–1935)
- Op. 41a: Música per a la pel·lícula La joventut de Màxim (1934–1935)
- Op. 45: Música per a la pel·lícula El retor de Màxim (1936–1937)
- Op. 48: Música per a la pel·lícula Dies Volochayev (1936–1937)
- Op. 50: Música per a la pel·lícula El costat de Vyborg (1938)
- Op. 51: Música per a la pel·lícula Amics (1938)
- Op. 52: Música per la pel·lícula El gran ciutadà, primera part (1938)
- Op. 53: Música per a la pel·lícula L'home de la pistola (1938)
- Op. 55: Música per la pel·lícula El gran ciutadà, segona part (1939)
- Op. 56: Música per a la pel·lícula d'animació El ratolinet ximple (1939)
- Op. 59: Música per a la pel·lícula Les aventures de Korzinkina (1940)
- Op. 64: Música per a la pel·lícula Zoya (1944)
- Op. 71: Música per a la pel·lícula Gent senzilla (1945)
- Op. 75: Música per la pel·lícula La guàrdia jove (1947–1948)
- Op. 76: Música per a la pel·lícula Pirogov (1947)
- Op. 78: Música per a la pel·lícula Michurin (1948)
- Op. 80: Música per la pel·lícula Trobada a l'Elba per a veus i piano (1948)
- Op. 82: Música per la pel·lícula La caiguda de Berlín (1949)
- Op. 85: Música per la pel·lícula Belinsky per a orquestra i cor (1950)
- Op. 89: Música per a la pel·lícula L'inoblidable any 19199 (1951)
- Op. 95: Música per a la pel·lícula Cançó dels grans rius (1954)
- Op. 97: Música per la pel·lícula El tàbac (1955)
- Op. 99: Música per la pel·lícula El primer escaló (1955–1956)
- Op. 105a: Música per a la pel·lícula Moscou, Cheryomushki (1962)
- Op. 111: Música per la pel·lícula Cinc dies, cinc nits (1960)
- Op. 114b: Música per la pel·lícula Katerina Izmàilova (1966)
- Op. 116: Música per la pel·lícula Hamlet després de Shakespeare per a orquestra (1963–1964)
- Op. 120: Música per la pel·lícula Un any és com tota una vida per a orquestra (1965)
- Op. 132: Música per a la pel·lícula Sofiya Perovskaya (1967)
- Op. 137: Música per la pel·lícula Rei Lear basat en Shakespeare (1970)